# Eugène François Vidocq

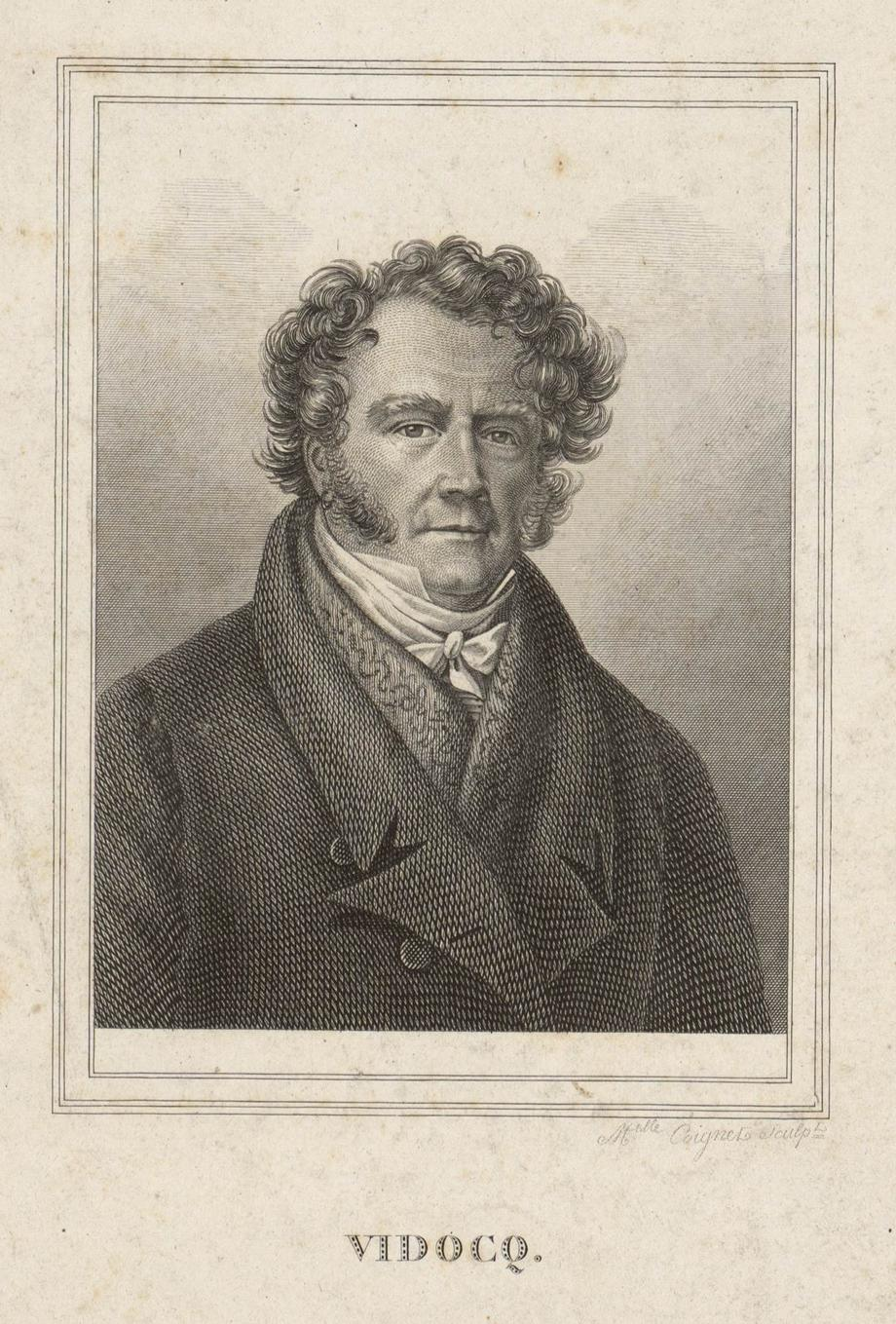
Eugène François Vidocq (1830)

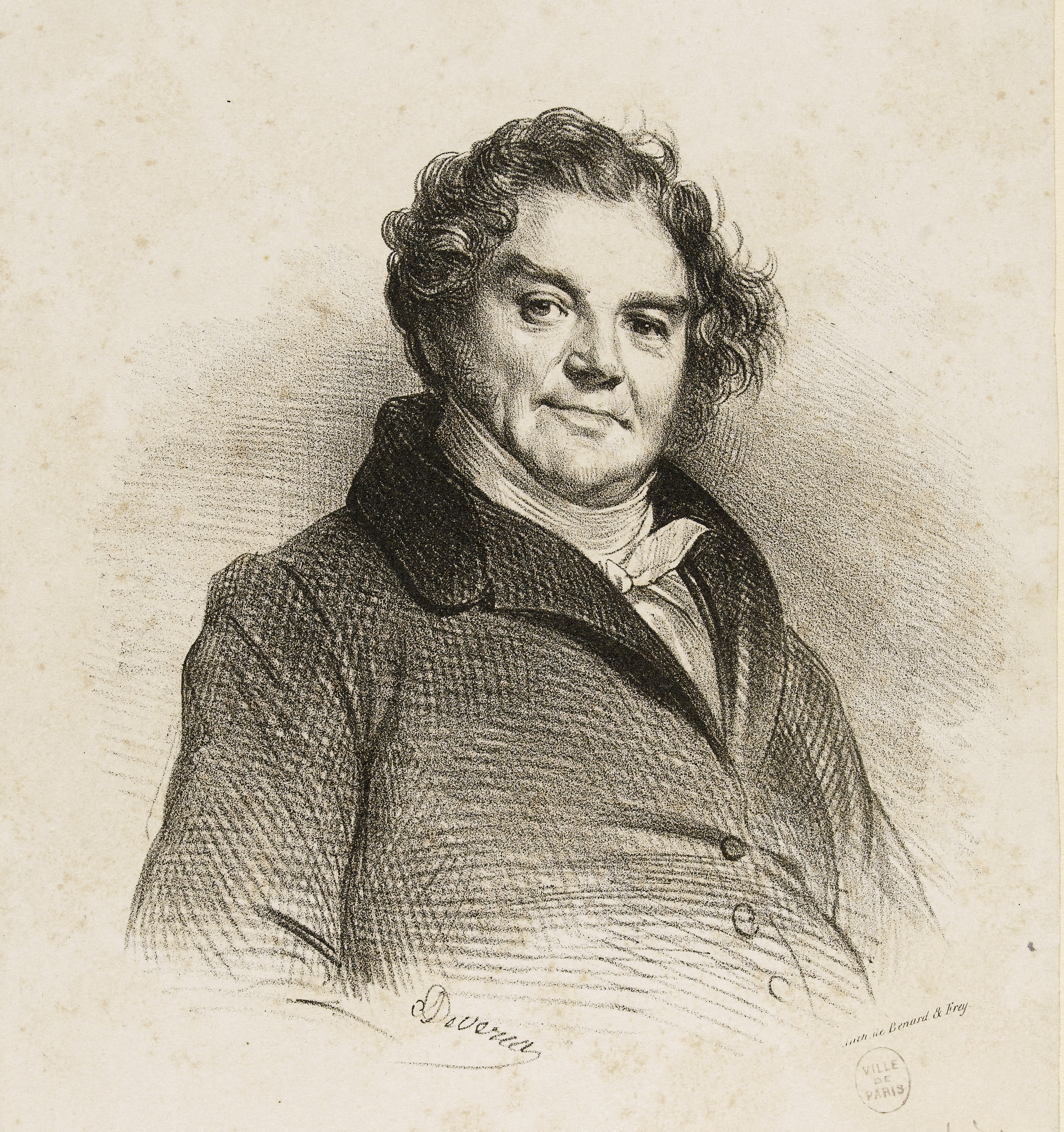
Eugène François Vidocq – Porträt von Achille Devéria

Eugène François Vidocq [øˈʒɛn fʀɑ̃ˈswa viˈdɔk] (* 23. Juli 1775 in Arras; † 11. Mai 1857 in Paris) war in jungen Jahren ein Krimineller, später aber ein erfolgreicher Kriminalist, dessen Leben zahlreiche Schriftsteller wie Victor Hugo und Honoré de Balzac inspirierte. Durch seine Aktivitäten als Begründer und erster Direktor der Sûreté nationale sowie die anschließende Eröffnung einer Privatdetektei, die wahrscheinlich die erste der Welt war, wird er von Historikern heute als Vater der modernen Kriminalistik und der französischen Polizei betrachtet und gilt als erster Detektiv überhaupt.

## Leben
Eugène François Vidocq wurde in der Nacht vom 23. auf den 24. Juli 1775 als drittes Kind des Bäckermeisters Nicolas Joseph François Vidocq (1744–1799) und der diesem am 2. September 1765 angetrauten Frau Henriette Françoise Vidocq (1744–1824, geborene Dion) in Arras in der Rue du Mirroir-de-Venise (1856 umbenannt in Rue des Trois Visages) geboren.

### Kindheit und Jugend (1775–1794)
Über die Kindheit von Vidocq ist nur wenig bekannt. Der Vater war gebildet und, da er sich auch als Getreidehändler betätigte, für damalige Verhältnisse vermögend. Vidocq hatte sechs Geschwister: zwei ältere Brüder (von denen einer bereits gestorben war, als Vidocq geboren wurde), zwei jüngere Brüder und zwei jüngere Schwestern.
Vidocqs Jugendjahre waren turbulent. Er wird als unerschrocken, rauflustig und durchtrieben, sehr begabt, jedoch auch sehr faul beschrieben. Er verbrachte viel Zeit in den Waffensälen von Arras und erwarb den Ruf eines furchterregenden Fechters und den Beinamen le Vautrin (dt. Wildschwein). Mit kleinen Diebereien verschaffte er sich einigen Luxus.
Mit dreizehn Jahren stahl er das Silbergeschirr seiner Eltern, brachte das dafür erhaltene Geld jedoch innerhalb eines Tages durch. Drei Tage nach dem Diebstahl wurde er verhaftet und in das lokale Gefängnis Baudets gebracht. Erst nach zehn Tagen erfuhr er, dass sein eigener Vater den Arrest veranlasst hatte. Nach insgesamt vierzehn Tagen wurde er wieder entlassen, aber selbst diese Warnung und weitere Strafen vermochten ihn nicht zu bändigen.
Mit vierzehn Jahren entwendete er einen großen Betrag aus der Geldkassette seiner Familie und versuchte, sich in Ostende nach Amerika einzuschiffen. Dabei betrog man ihn und so stand er schließlich mittellos da. Um zu überleben, verdingte er sich als Gaukler, wobei er sich trotz regelmäßiger Prügel vom Stalljungen zum Jahrmarktsmonster hinaufarbeitete. In dieser Rolle als karibischer Kannibale musste er rohes Fleisch essen. Lange hielt er das nicht aus. Er wechselte zu einer Gruppe von Puppenspielern, aus der er jedoch verjagt wurde, weil er mit der jungen Frau seines Arbeitgebers angebandelt hatte. Nach einer Arbeit als Straßenhändler kehrte er nach Arras zurück, wo er seine Eltern um Verzeihung anflehte und von seiner Mutter mit offenen Armen empfangen wurde.
Am 10. März 1791 verpflichtete er sich dem Régiment de Bourbon und bestätigte seinen Ruf als furchterregender Duellant. Innerhalb von sechs Monaten focht er 15 Duelle und tötete dabei zwei Männer. Obwohl er weitere Schwierigkeiten verursachte, verbrachte er in dieser Zeit nur insgesamt 14 Tage im Gefängnis. Dabei half er einem Mitgefangenen erstmals bei einer erfolgreichen Flucht.

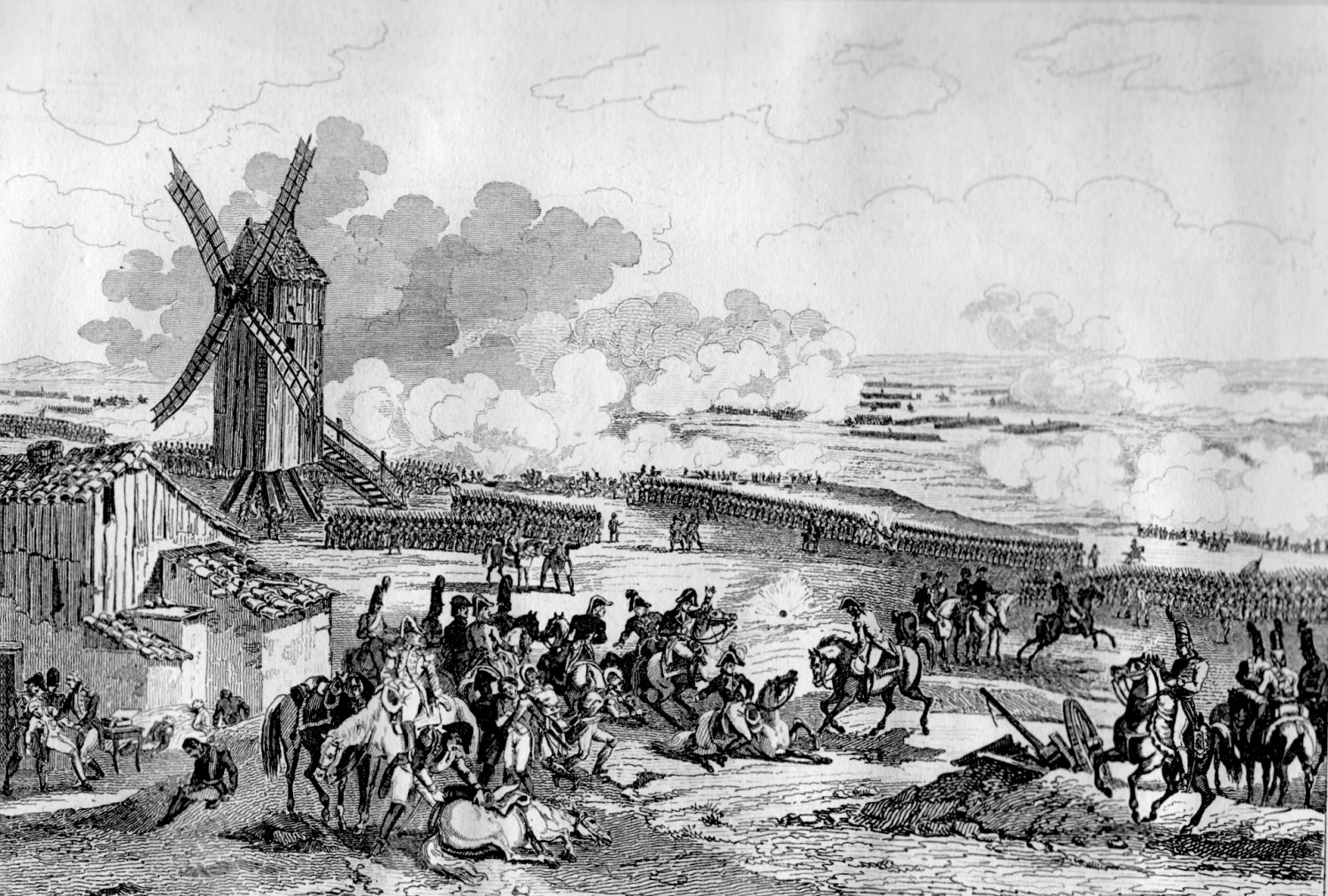
Schlacht bei Valmy

Nachdem Frankreich am 20. April 1792 Österreich den Krieg erklärt hatte, musste sich Vidocq während des ersten Koalitionskrieges oft an Kämpfen beteiligen. So nahm er im September 1792 an der Schlacht bei Valmy teil und wurde am 1. November zum Caporal der Grenadiere befördert. Während der Feier zum Anlass seiner Beförderung forderte er einen höheren Offizier zu einem Duell heraus. Als man ihn dafür vor das Kriegsgericht stellen wollte, desertierte er von seinem Regiment und wechselte zu den 11e bataillon de chasseurs (Jäger zu Fuß), natürlich ohne seine Vorgeschichte zu erwähnen. Am 6. November 1792 kämpfte er unter Général Dumouriez in der für die Franzosen erfolgreichen Schlacht bei Jemappes gegen die Österreicher. Im April 1793 wurde er jedoch als Deserteur identifiziert und folgte daraufhin dem General bei dessen Wechsel ins feindliche Lager. Nach einigen Wochen kehrte Vidocq ins französische Lager zurück, da er sich aus Beteiligungen an Kampfhandlungen gegen seine Landsleute nicht mehr herauszureden vermochte. Ein befreundeter Jäger Capitaine vermittelte für ihn, woraufhin er wieder bei den Jägern aufgenommen wurde. Schließlich trat er aus der Armee aus, nachdem er bei seinen Kameraden nicht mehr gern gesehen war.
Mit 18 kehrte er nach Arras zurück und machte sich als Frauenheld einen Ruf. Da seine Verführungen oft in Duellen endeten, fand er sich am 9. Januar 1794 in dem ihm bereits bekannten Gefängnis Baudets wieder, aus dem man ihn am 21. Januar wieder entließ.
Am 8. August 1794 heiratete der gerade 19 Jahre alt gewordene Vidocq die fünf Tage ältere Marie Anne Louise Chevalier, nachdem sie vorgetäuscht hatte, schwanger zu sein. Die Ehe war von Anfang an nicht glücklich, und als Vidocq nach wenigen Wochen bemerkte, dass seine Frau ihn mit dem 14 Jahre älteren Adjutanten Pierre Laurent Vallain betrog, schwindelte er ihr ein wenig Geld ab und flüchtete zurück zur Armee. Erst 1805 sahen sie sich aus Anlass ihrer Scheidung wieder.

### Abenteuerjahre und Gefängnis (1795–1800)
Vidocq blieb nicht lange bei der Armee. Im Herbst 1794 hielt er sich meist in Brüssel auf und lebte von kleinen Betrügereien. Dann geriet er eines Tages in eine Kontrolle der Polizei, Vidocq hatte jedoch als Deserteur keine gültigen Papiere. Er gab sich als Herr Rousseau aus Lille aus und entkam, während seine Angaben noch überprüft wurden.
1795 trat er – noch immer unter dem Namen Rousseau – der armée roulante (dt. Fliegenden Armee) bei. Diese Armee aus (angeblichen) Offizieren ohne Patent und Regiment verschaffte sich mit Hilfe gefälschter Marschrouten, Ränge und Uniformen Unterkünfte und Rationen, blieb jedoch weit weg von den Schlachtfeldern. Vidocq alias Rousseau begann als Sous-lieutenant der Jäger, beförderte sich jedoch nach und nach zum Capitaine der Husaren. In dieser Rolle lernte er eine reiche Witwe  kennen, die Gefallen an ihm fand. Ein Vorgesetzter Vidocqs machte sie glauben, einen jungen Adeligen auf der Flucht vor sich zu haben. Kurz vor der geplanten Hochzeit bekam Vidocq jedoch Skrupel und beichtete. Danach verließ er die Stadt mit einem großzügigen Geldgeschenk ihrerseits.
Am 2. März 1795 erreichte er Paris, wo er in der Unterwelt nicht Fuß fassen konnte und einen Großteil seines Geldes wegen einer Frau verlor. Er ging zurück in den Norden und schloss sich einer Gruppe böhmischer Zigeuner an, die er wiederum für eine Frau – Francine Longuet – verließ, die ihn kurze Zeit später mit einem Soldaten betrog. Er überraschte und verprügelte die beiden, worauf ihn der Soldat verklagte. Vidocq wurde im September 1795 zu drei Monaten Gefängnis verurteilt, die er im Tour Saint-Pierre in Lille absitzen sollte.
Vidocq war 20 und passte sich schnell an das Leben im Gefängnis und die dort üblichen Gepflogenheiten an. Als seine drei Monate abgelaufen waren, wurde er jedoch nicht freigelassen. Drei seiner Mitgefangenen hatten ihn in eine Flucht verwickelt und nun wurde er der Dokumentenfälschung und Fluchtbeihilfe verdächtigt. Mit viel Ideenreichtum und Frechheit, aber auch dank der Unterstützung der mittlerweile reuigen Francine, flüchtete er in den nächsten Wochen mehrmals, wurde jedoch immer wieder schnell aufgegriffen. Bei einem seiner Ausflüge aus dem Gefängnis ertappte ihn Francine, bei der er sich immer versteckte, mit einer anderen Frau. Daraufhin tauchte er für mehrere Tage völlig unter und erfuhr erst später, dass Francine durch mehrere Messerstiche verletzt aufgefunden worden war. Plötzlich sah er sich auch noch einer Anklage wegen versuchten Mordes gegenüber, die erst fallen gelassen wurde, als Francine angab, sich die Wunden selbst zugefügt zu haben. Sein Kontakt zu Francine brach schließlich ab, als sie wegen Fluchtbeihilfe zu einem halben Jahr Gefängnis verurteilt wurde. Als er sie Jahre später das nächste Mal traf, war sie verheiratet.

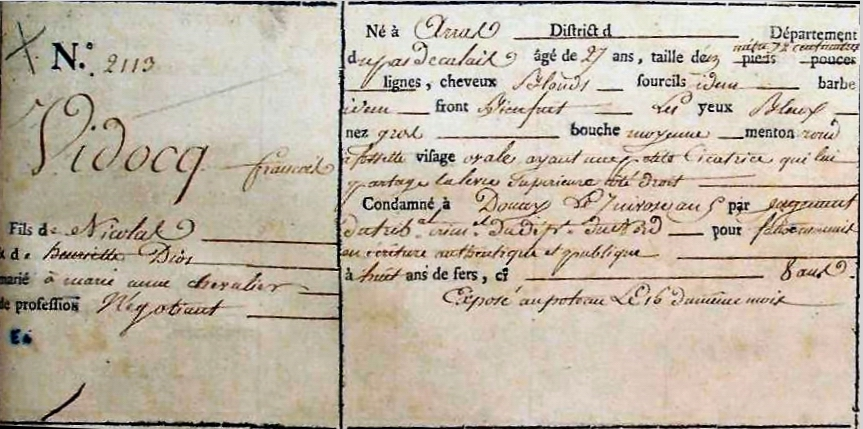
Vidocqs Eintrag in den Registern des Bagno von Toulon.

Nach langer Verzögerung kam es doch noch zu dem Prozess wegen Dokumentenfälschung. Am 27. Dezember 1796 wurden Vidocq, der stets seine Unschuld beteuert hatte, und ein zweiter Angeklagter, César Herbaux, schuldig gesprochen und zu je acht Jahren Schwerstarbeit in einem Bagno verurteilt.

„Erschöpft von Misshandlungen aller Art, erschöpft von einer Überwachung, die seit meiner Verurteilung noch verdoppelt wurde, hütete ich mich wohl, Berufung einzulegen – ich hätte dann noch einige Monate länger im Untersuchungsgefängnis bleiben müssen. Was mich in meinem Entschluss noch bestärkte, war die Nachricht, dass die Verurteilten sofort nach Bicêtre abgeführt werden und von dort dem Hauptschub für das Zuchthaus zu Brest angegliedert werden sollten. Ich brauche wohl nicht erst bemerken, dass ich unterwegs zu flüchten hoffte.“

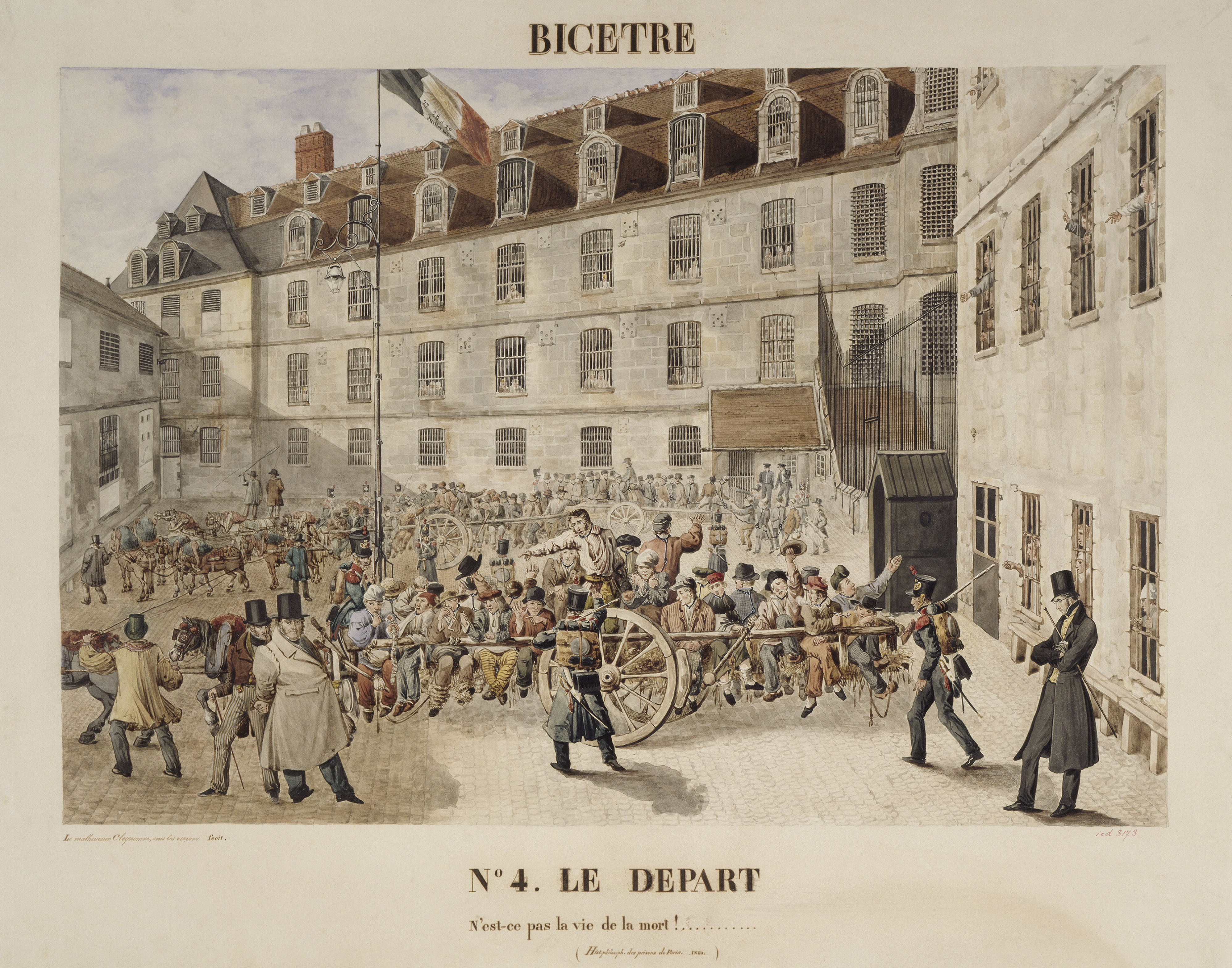
Le Malheureux Cloquemin Sous les Verroux, 1830, stellt den Transport in Ketten von Bicêtre zum Bagno dar

Im Gefängnis von Bicêtre musste er mehrere Monate auf den Transport ins Bagno von Brest warten. Ein Mitgefangener lehrte ihn die Kampftechnik Savate, was ihm später noch oft nützlich wurde. Ein Fluchtversuch am 3. Oktober 1797 scheiterte und brachte ihm acht Tage Kerkerhaft ein. Am 21. November erfolgte schließlich der Transport nach Brest. Obwohl sich auf dem Weg dorthin keine Gelegenheit für eine Flucht eröffnete, hatte er im Bagno selbst Glück. Bereits am 28. Februar 1798 glückte ihm als Matrose verkleidet die Flucht. Er wurde zwar unterwegs wegen fehlender Papiere noch einmal aufgegriffen, doch während man seine neuen Identitätsangaben als Auguste Duval überprüfte, entwendete er im Gefängnisspital den Habit einer Nonne und entkam mit dieser Tarnung erneut. In Cholet heuerte er als Ochsentreiber an und gelangte so bis nach Paris, Arras, Brüssel, Ancer und schließlich Rotterdam, wo ihn Holländer schanghaiten. Nach einer nur kurzen Karriere als Freibeuter wurde er erneut verhaftet und nach Douai gebracht, wo er als Vidocq identifiziert wurde. Daraufhin überstellte man ihn in das Bagno von Toulon, wo er am 29. August 1799 eintraf. Nach einem gescheiterten Fluchtversuch entkam er schließlich am 6. März 1800 mit Hilfe einer Prostituierten erneut.

### Die Wende (1800–1811)
Vidocq kehrte heimlich nach Arras zurück. Sein Vater war 1799 verstorben, so kam er bei seiner Mutter unter. Er versteckte sich fast ein halbes Jahr bei ihr, bevor er erkannt wurde und wieder floh. Unter einer falschen Identität als Österreicher lebte er einige Zeit mit einer Witwe zusammen, mit der er um 1802 auch nach Rouen zog. Vidocq baute sich einen guten Ruf als Kaufmann auf und ließ seine Mutter nachkommen. Schließlich holte ihn seine Vergangenheit aber wieder ein, er wurde verhaftet und nach Louvres gebracht. Dort erfuhr er, dass er in Abwesenheit zum Tode verurteilt worden war, wogegen er auf Anraten des dortigen Staatsanwaltes Berufung einlegte. Während der folgenden fünf Monate, in denen er im Gefängnis auf ein Ergebnis wartete, benachrichtigte ihn Louise Chevalier von der Scheidung. Am 28. November 1805 entwich er schließlich erneut, indem er in einem unbeaufsichtigten Moment aus einem Fenster in die daran vorbeifließende Scarpe sprang. Die nächsten vier Jahre verbrachte er wieder auf der Flucht.
So hielt er sich einige Zeit in Paris auf, wo er Zeuge der Hinrichtung von César Herbaux wurde, jenes Mannes, mit dem Jahre zuvor durch die Verurteilung wegen Fälschung seine Probleme angefangen hatten. Bei Vidocq setzte erstmals ein Umdenkprozess ein. Gemeinsam mit seiner Mutter und einer Frau – er nannte sie in seinen Memoiren Annette –, die er auch Jahre später noch als Liebe seines Lebens bezeichnete, zog er in den nächsten Jahren mehrmals um. Immer wieder begegneten ihm Personen aus seiner Vergangenheit, die den mittlerweile als Kaufmann zu Geld Gekommenen erpressten.

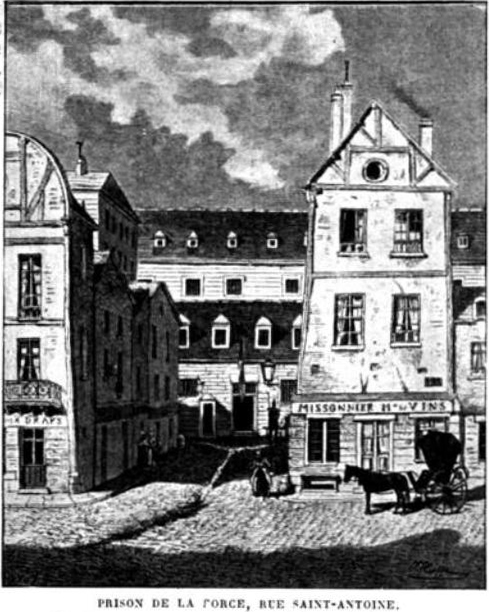
Das Pariser Staatsgefängnis La Force

Am 1. Juli 1809 wurde Vidocq kurz vor seinem 34. Geburtstag erneut verhaftet. Er beschloss nun endgültig, sein Leben am Rand der Gesellschaft zu beenden, und bot der Polizei seine Dienste an. Sein Angebot wurde angenommen, und so sperrte man ihn am 20. Juli in Bicêtre ein, wo er seine Arbeit als Spitzel begann. Am 28. Oktober setzte er diese Arbeit im Pariser Staatsgefängnis La Force fort. Insgesamt 21 Monate lang horchte er seine Mitgefangenen aus und leitete über Annette seine Informationen zu gefälschten Identitäten und bisher unaufgeklärten Verbrechen an den Pariser Polizeichef Jean Henry weiter.

„Ich glaubte, ich hätte ewig Spitzel bleiben können, so fern war man dem Gedanken, in mir einen Agenten der Polizei zu vermuten. Selbst die Türschließer und die Wärter hatten keine Ahnung von der Mission, die mir anvertraut war. Ich wurde von den Dieben geradezu angebetet, die rohesten Banditen achteten mich, – auch diese Leute kennen ein Gefühl, das sie Achtung nennen. Ich konnte zu jeder Zeit auf ihre Ergebenheit rechnen. Sie hätten für mich durchs Feuer gehen mögen.“

Schließlich wurde Vidocq auf Empfehlung von Henry aus dem Gefängnis entlassen. Um kein Misstrauen unter seinen Mitgefangenen zu verursachen, arrangierte man eine „Flucht“, die am 25. März 1811 stattfand. Frei war er deshalb jedoch nicht, denn nun war er Henry verpflichtet. Deshalb setzte er seine Tätigkeit für die Pariser Polizei als Geheimagent fort. Er nutzte seine Kontakte und den Ruf seines Namens in der Halb- und Unterwelt, um sich Vertrauen zu erschleichen, verkleidete sich als entflohener Sträfling, tauchte in das Netzwerk von Helfern der kriminellen Szene ab und nahm, teils eigenhändig, gesuchte Straftäter fest. Seine Erfolgsrate war hoch.

### Die Sûreté (1811–1832)
Ende 1811 organisierte Vidocq inoffiziell die Brigade de la Sûreté (dt. Sicherheitsbrigade). Nachdem das Polizeiministerium den Wert der Zivilagenten erkannt hatte, wurde aus dem Experiment im Oktober 1812 offiziell eine Sicherheitsbehörde unter dem Dach der Pariser Polizei. Vidocq wurde zu ihrem Chef ernannt. Am 17. Dezember 1813 schließlich unterschrieb Napoleon Bonaparte ein Dekret, das aus der Brigade eine staatliche Sicherheitspolizei machte, die sich ab diesem Tag Sûreté nationale nannte.
Die Sûreté hatte anfangs acht, dann zwölf, 1823 schließlich 20 Mitarbeiter, und erfuhr im folgenden Jahr noch eine Aufstockung auf 28 Geheimagenten. Dazu kamen acht Personen, die im Geheimen für die Sicherheitsbehörde arbeiteten, aber statt eines Gehaltes die Lizenz für eine Spielhalle erhielten. Wie Vidocq selbst stammte ein Großteil seiner Untergebenen aus dem kriminellen Milieu. Manche holte er für ihre Tätigkeit erst aus den Bagnos heraus, wie etwa Coco Lacour, den er selbst in seiner Anfangszeit als Spitzel ins Gefängnis gebracht hatte und der später sein Nachfolger als Chef der Sûreté werden sollte. Vidocq beschrieb den Dienst aus dieser Zeit:

„Mit diesem so winzigen Personal mussten über zwölfhundert Entlassene aus den Zuchthäusern und Gefängnissen und ähnliche Individuen beaufsichtigt, ferner vier- bis fünfhundert Verhaftungen sowohl im Namen des Polizeipräfekten wie der Gerichtsbehörden vorgenommen, Nachforschungen angestellt, allerhand Gänge besorgt, die im Winter so beschwerlichen verschiedenartigen Nachtrunden gemacht werden. Außerdem musste die Sicherheitsbrigade die Polizeikommissare bei Haussuchungen und beim mündlichen Verhör unterstützen, die öffentlichen Versammlungen in und außerhalb der Stadt besuchen und die Eingänge zu den Theatern, die Boulevards, die Schenken vor den Toren und alle anderen Orte, wo sich Beutelschneider und Spitzbuben ein Rendezvous geben, überwachen.“

Vidocq bildete seine Agenten persönlich aus, z. B. in Hinsicht auf die richtige Kostümierung für einen Auftrag. Auch selbst ging er immer noch auf die Jagd nach Kriminellen. Seine Memoiren enthalten zahlreiche Geschichten darüber, wie er Verbrecher unterschiedlichster Gattung überlistete, sei es nun als verlassener Ehemann, der die Blüte seiner Jahre schon längst hinter sich hatte, oder aber als Bettler. Er schreckte nicht mal vor der Simulation seines eigenen Todes zurück.
Doch trotz seiner Position als Chef einer Polizeibehörde war Vidocq nach wie vor ein gesuchter Krimineller. Seine Verurteilung wegen Dokumentenfälschung hatte er nie vollständig abgesessen und so erhielten seine Vorgesetzten neben Beschwerden und Denunziationen immer wieder auch Anfragen des Gefängnisdirektors von Douai, die jedoch ignoriert wurden. Erst am 26. März 1817 veranlasste Comte Jules Anglès, der Pariser Polizeipräfekt, auf eine Petition von Vidocq hin dessen offizielle Begnadigung durch König Ludwig XVIII.

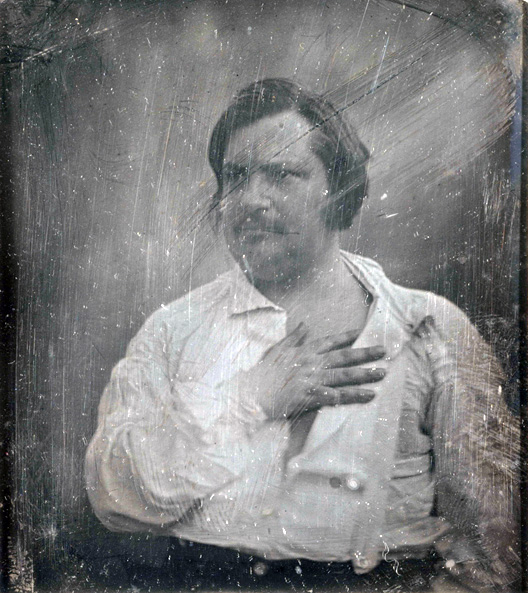
Honoré de Balzac, Daguerreotypie von Louis-Auguste Bisson, 1842

Im November 1820 heiratete Vidocq erneut, die mittellose Jeanne-Victoire Guérin, über deren Herkunft nichts bekannt ist, was damals zu einigen Spekulationen führte. Sie zog in sein Haus in die Rue de l’Hirondelle 111, wo auch Vidocqs Mutter und deren Nichte, die 27-jährige Fleuride-Albertine Maniez (* 22. März 1793), lebten. 1822 lernte er Honoré de Balzac kennen, der Vidocq als Vorbild mehrerer Figuren in seinen Werken verwendete. Vidocqs Ehefrau, die zeit ihres Ehelebens kränklich war, starb keine vier Jahre nach der Eheschließung im Juni 1824 in einem Krankenhaus. Sechs Wochen später, am 30. Juli, starb auch seine 83-jährige Mutter, die er in allen Ehren bestatten ließ.
Während der 1820er Jahre traten einige Ereignisse ein, die sich auch auf den Polizeiapparat auswirkten. Nach der Ermordung des Duc de Berry im Februar 1820 musste der bisherige Polizeipräfekt Anglès zurücktreten und wurde durch den Jesuiten Guy Delavau ersetzt, der großen Wert auf die Religiosität seiner Untergebenen legte. 1824 starb Ludwig XVIII. Sein Nachfolger wurde der ultrareaktionäre Karl X., der repressiv herrschte und zu diesem Zweck immer wieder Agenten von ihren eigentlichen Tätigkeiten abberief. Schließlich ging auch noch Polizeichef Henry, der Vidocq Jahre zuvor angestellt hatte, in Pension. Ihm folgte Parisot, den man aber rasch durch den ambitionierten, aber auch sehr formellen Marc Duplessis ersetzte. Die Abneigung zwischen ihm und Vidocq war groß. Immer wieder beschwerte sich Duplessis wegen der Aufenthalte von Vidocqs Agenten in Bordellen und Lokalen mit üblem Ruf, wo diese Kontakte knüpften und Informationen sammelten. Nachdem Vidocq innerhalb kürzester Zeit zwei Verwarnungen erhalten hatte, hatte er genug. Am 20. Juni 1827 reichte der 52-Jährige seinen Rücktritt ein:

« Depuis dix-huit ans, je sers la police avec distinction. Je n’ai jamais reçu un seul reproche de vos prédécesseurs. Je dois donc penser n’en avoir pas mérité. Depuis votre nomination à la deuxième division, voilà la deuxième fois que vous me faites l’honneur de m’en adresser en vous plaignant des agents. Suis-je le maître de les contenir hors du bureau? Non. Pour vous éviter, monsieur, la peine de m’en adresser de semblables à l’avenir, et à moi le désagrément de les recevoir, j’ai l’honneur de vous prier de vouloir bien recevoir ma démission. »

„Achtzehn Jahre lang habe ich der Polizei mit Auszeichnung gedient. Ich habe nie einen einzigen Vorwurf von Ihren Vorgängern erhalten. Ich muss daher glauben, dass ich nie einen verdient habe. Seit Ihrer Ernennung zu der Zweiten Abteilung ist das das zweite Mal, dass Sie mir die Ehre antun, sich an mich zu wenden und sich über meine Agenten zu beklagen. Bin ich ihr Herr und Gebieter in ihren außerdienstlichen Zeiten? Nein. Um Ihnen, mein Herr, die Mühe zu ersparen, sich zukünftig mit weiteren ähnlichen Beschwerden an mich zu wenden, und mir selbst die Unannehmlichkeit, sie zu erhalten, habe ich die Ehre, Sie zu bitten, meinen Rücktritt entgegennehmen zu wollen.“

Anschließend schrieb er seine Memoiren, in denen er die Notwendigkeit und die Effektivität seiner Sicherheitspolizei darstellte und sich strikt gegen die politische Polizei wandte:

„Denn politische Polizei heißt: eine Einrichtung hervorgerufen durch den Wunsch, sich auf Kosten des Staates zu bereichern, dessen Unruhe man beständig künstlich in Atem hält. Politische Polizei ist gleichbedeutend mit dem Bedürfnis, Geheimgelder aus dem Budget zu beziehen, mit dem Bedürfnis gewisser Beamten, sich selbst als unentbehrlich zu zeigen, indem der Staat in angeblicher Gefahr gezeigt wird.“

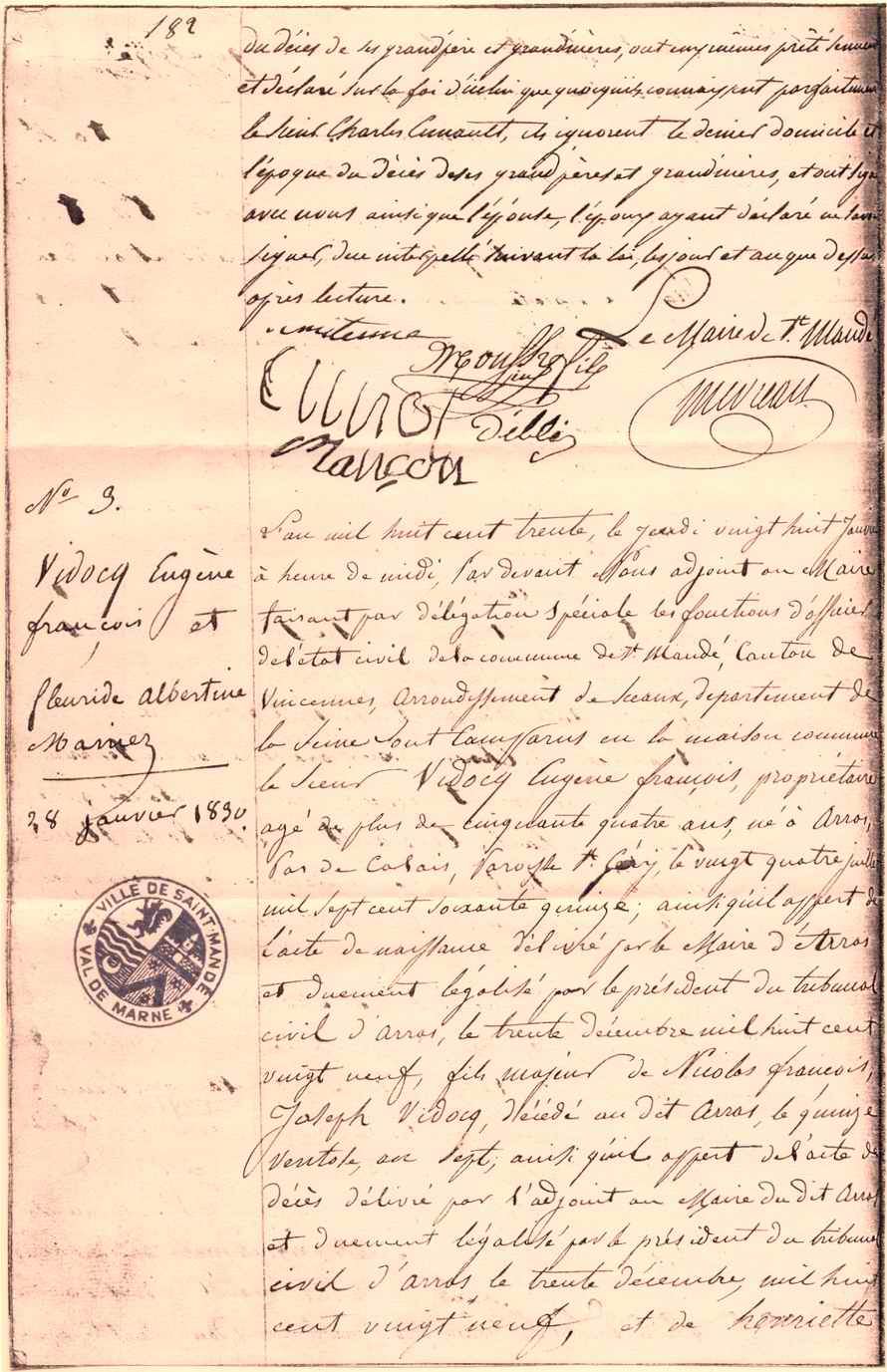
Heiratsurkunde (Seite 1 von 3)

Vidocq, der nach seinem Rücktritt ein reicher Mann war, wurde nun Unternehmer. In Saint-Mandé, einem Ort nördlich von Paris, wo er am 28. Januar 1830 seine Cousine Fleuride Maniez heiratete, gründete er eine Papierfabrik und stellte vorwiegend entlassene Zuchthäusler – sowohl Männer als auch Frauen – ein. Das stellte einen unerhörten Skandal dar, der zu Auseinandersetzungen mit der Gesellschaft führte. Dazu kosteten die Maschinen Geld, die Arbeiter, die erst angelernt werden mussten, brauchten Essen und Kleidung, und schließlich weigerten sich seine Kunden, Marktpreise zu bezahlen. Der Betrieb konnte sich nicht lange halten – Vidocq machte 1831 als Fabrikant Bankrott.
In der Zwischenzeit hatten Polizeipräfekt Delavau und Polizeichef Duplessis zurücktreten müssen und Karl X. hatte während der Julirevolution 1830 abgedankt. Nachdem Vidocq wertvolle Tipps zur Aufdeckung eines Einbruchs lieferte, setzte ihn der neue Polizeipräfekt Henri Gisquet wieder als Chef der Sûreté ein.
Doch die Kritik an ihm und seiner Organisation wuchs. Am 5. Juni 1832 ging seine Truppe angeblich mit großer Härte gegen Unruhen vor, die im Rahmen einer Cholera-Epidemie beim Begräbnis von General Jean Maximilien Lamarque ausbrachen und den Thron des „Bürgerkönigs“ Louis-Philippe gefährdeten. Dazu kam, dass Vidocq im Verdacht stand, jenen Diebstahl, dessen Aufklärung ihm seine Wiedereinstellung einbrachte, selbst initiiert zu haben, um seine Unentbehrlichkeit zu beweisen. Einer seiner Agenten wurde wegen dieser Affäre zu zwei Jahren Haft verurteilt. Schließlich beriefen sich immer öfter Verteidiger darauf, dass er und seine Agenten durch ihre Vergangenheit als Kriminelle als Augenzeugen unglaubwürdig wären. Damit wurde Vidocqs Position endgültig unhaltbar. Am 15. November 1832 reichte er unter dem Vorwand einer Krankheit seiner Frau erneut seinen Rücktritt ein.

« J’ai l’honneur de vous informer que l’état maladif de mon épouse m’oblige de rester à Saint-Mandé pour surveiller moi-même mon établissement. Cette circonstance impérieuse m’empêchera de pouvoir à l’avenir diriger les opérations de la brigade de sûreté. Je viens vous prier de vouloir bien récepter ma démission, et recevoir mes sincères remerciements pour toutes les marques de bonté dont vous avez daigné me combler. Si, dans une circonstance quelconque, j'étais assez heureux pour vous servir, vous pouvez compter sur ma fidélité et mon dévouement à toute épreuve. »

„Ich habe die Ehre, Sie zu informieren, dass die Kränklichkeit meiner Ehefrau mich zwingt, in Saint-Mandé zu bleiben, um mein Etablissement selbst zu überwachen. Dieser dringende Umstand wird mich daran hindern, in Zukunft die Operationen der Sicherheitsbrigade lenken zu können. Ich bitte Sie, meine Abdankung entgegenzunehmen und meinen aufrichtigen Dank für alle Zeichen der Güte, mit denen mich zu überhäufen Sie geruht haben, zu empfangen. Wenn ich unter jedweden Umständen glücklich sein sollte, Ihnen [noch einmal] dienen zu können, können Sie auf jeden Fall auf meine Treue und Hingabe zählen.“

Noch am selben Tag wurde die Sûreté aufgelöst und neu gegründet. Agenten mit Vorstrafen waren nun nicht mehr erlaubt. Vidocqs Nachfolger wurde Pierre Allard.

### Le bureau des renseignements (1833–1848)
Vidocq gründete 1833 Le bureau des renseignements (dt. Nachrichtenbüro), ein Unternehmen, das zwischen einem Detektiv- bzw. Auskunftsbüro und einer Privatpolizei einzustufen ist und als erstes Unternehmen dieser Art gilt. Wieder stellte er vorwiegend ehemalige Kriminelle ein. Seine Truppe, die anfangs aus elf Detektiven, zwei Beamten und einem Sekretär bestand, nahm im Auftrag von Geschäfts- und Privatleuten den Kampf gegen Faiseurs (Gauner, Betrüger, Bankrotteure) auf, wobei sie gelegentlich auch illegale Mittel nutzte. Ab 1837 stand er wegen seiner Tätigkeit und diffusen Beziehungen zu diversen Regierungsbehörden wie dem Kriegsministerium in ständigen Auseinandersetzungen mit der offiziellen Polizei. Am 28. November 1837 unternahm die Polizei eine Hausdurchsuchung und beschlagnahmte über 3.500 Akten und Dokumente. Vidocq wurde einige Tage später festgenommen und verbrachte Weihnachten und Neujahr im Gefängnis. Ihm wurden drei Verbrechen zur Last gelegt, nämlich Aneignung von Geld durch arglistige Täuschung, die Korruption von Beamten des öffentlichen Dienstes und die Anmaßung öffentlicher Funktionen. Im Februar 1838 lehnte der zuständige Richter nach Anhörung zahlreicher Zeugen alle drei Anklagen ab, Vidocq war wieder frei.
Vidocqs Person wurde zunehmend zum Gegenstand der Literatur und der öffentlichen Diskussion. Balzac schrieb mehrere Romane und Theaterstücke, in denen Figuren nach Vidocqs Vorbild auftauchten.

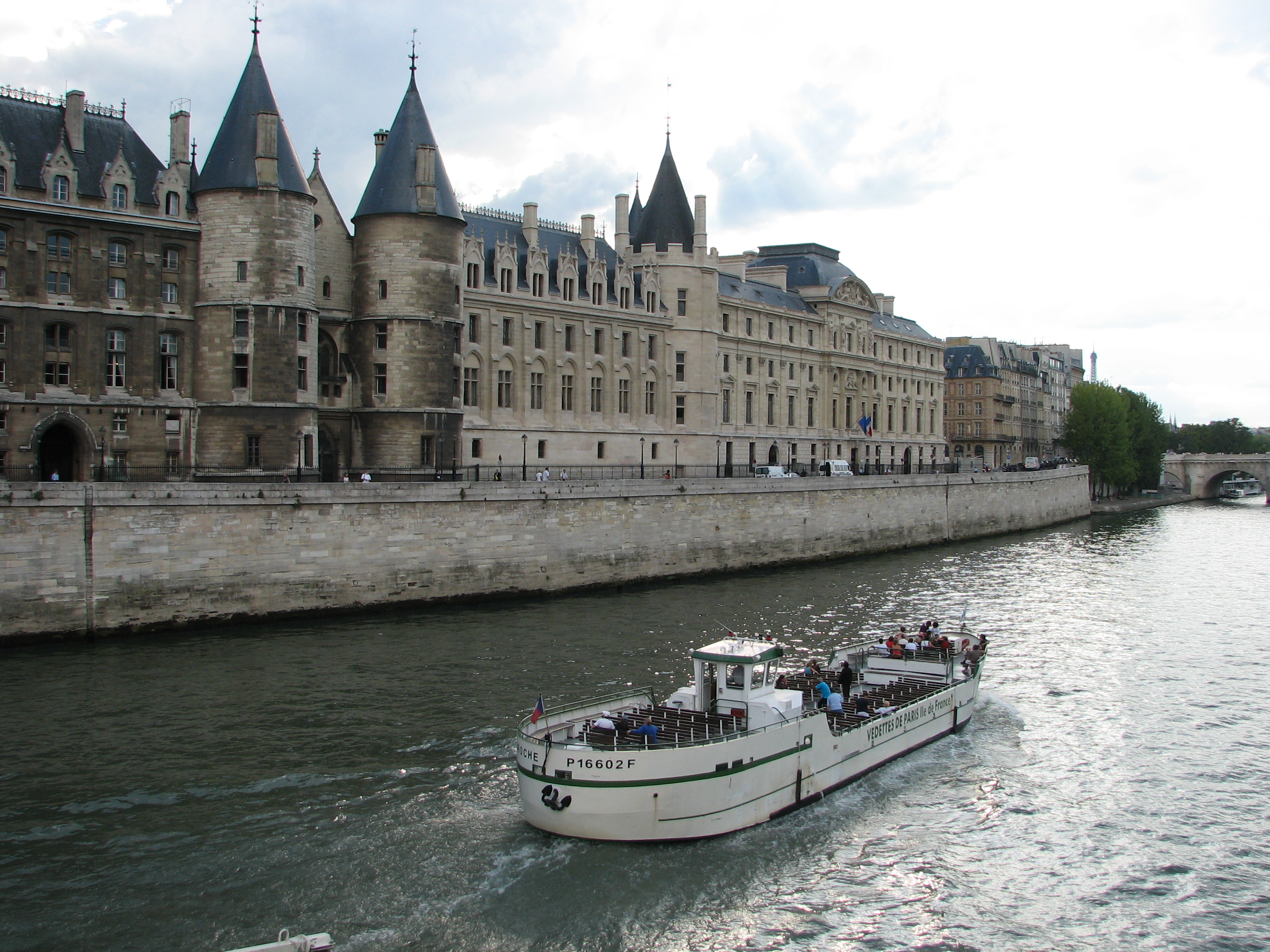
Die Conciergerie

Die Agentur florierte, doch Vidocq schuf sich weiter zum Teil mächtige Feinde. Am 17. August 1842 stürmten 75 Polizeibeamte im Auftrag des Pariser Polizeipräfekten Gabriel Delessert sein Bürogebäude und verhafteten ihn und einen seiner Agenten, diesmal schien der Fall eindeutig. Er hatte in Ermittlungen wegen Unterschlagung eine unrechtmäßige Verhaftung vorgenommen und dem verhafteten Betrüger einen Wechsel über das erschwindelte Geld abverlangt. Die nächsten Monate verbrachte der mittlerweile 67-jährige Vidocq in Untersuchungshaft in der Conciergerie. Erst am 3. Mai 1843 fanden die ersten Anhörungen vor dem Richter Michel Barbou, einem engen Bekannten von Delessert, statt. Während der Verhandlungen musste Vidocq auch für viele andere Fälle Rechenschaft ablegen, so unter anderem für die Entführung mehrerer Frauen, die er angeblich gegen deren Willen im Auftrag ihrer Familien in Klöster gebracht hatte. Auch seine Tätigkeit als Geldgeber und eventuelle Vorteile, die er daraus gezogen hatte, wurden durchleuchtet. Schließlich verurteilte ihn das Gericht zu fünf Jahren Haft und 3.000 Franc Geldstrafe. Vidocq ging sofort in Berufung und erhielt durch die Intervention politischer Freunde wie des Grafen Gabriel de Berny und des Generalstaatsanwaltes Franck-Carré rasch einen neuen Prozess, dieses Mal vor dem Vorsitzenden Richter des court royale. Die Verhandlung am 22. Juli 1843 war eine Sache von Minuten, nach elf Monaten in der Conciergerie war Vidocq wieder ein freier Mann.
Doch der Schaden war angerichtet. Das Verfahren war sehr teuer und sein Ruf hatte Schaden genommen, weshalb auch die Geschäfte in der Agentur nicht mehr richtig liefen. Dazu versuchte Delessert ihn als ehemaligen Kriminellen der Stadt verweisen zu lassen. Der Versuch scheiterte zwar, doch Vidocq überlegte immer öfter, die Agentur loszuwerden. Einzig qualifizierte und zugleich einigermaßen seriöse Käufer fehlten.
Vidocq veröffentlichte in den kommenden Jahren mehrere kleine Bücher, in denen er sein Leben darstellte, in direkter Auseinandersetzung mit den freien Schilderungen, die über ihn kursierten. Außerdem legte er 1844 einen Essay über Gefängnisse, Zuchthäuser und die Todesstrafe vor. Am Morgen des 22. September 1847 starb auch seine dritte Frau Fleuride nach 17 Ehejahren. Vidocq heiratete nicht mehr, lebte aber bis an sein Lebensende mit Partnerinnen zusammen.
1848 brach in Paris die Februarrevolution aus, bei der „Bürgerkönig“ Louis-Philippe abgesetzt wurde. Die Zweite Republik mit Alphonse de Lamartine an der Spitze einer Übergangsregierung wurde ausgerufen. Und obwohl Vidocq vorher auf seine Empfänge bei Hof stolz war und sich seines Zugangs zu Louis-Philippe rühmte, bot er seine Dienste nun unmittelbar der neuen Regierung an. Seine Aufgabe in den nächsten Monaten bestand in der Überwachung politischer Gegner wie Charles-Louis-Napoléons, des Neffen von Napoleon Bonaparte. Währenddessen versank die neue Regierung in Chaos und Gewalt. Bei den für den 10. Dezember 1848 angesetzten Präsidentenwahlen erhielt Lamartine weniger als 8000 Stimmen. Vidocq selbst stellte sich im 2. Arrondissement auch zur Wahl auf, erhielt aber nur eine Stimme. Eindeutiger Gewinner und damit Präsident der Zweiten Republik wurde Charles-Louis-Napoléon, der auf Vidocqs Angebot, für ihn zu arbeiten, nicht reagierte.

### Die letzten Jahre (1849–1857)
Vidocq musste 1849 noch ein letztes Mal kurz ins Gefängnis, die Anklage wegen Betrugs wurde jedoch fallen gelassen. Er zog sich mehr und mehr ins Privatleben zurück und übernahm meist nur noch kleine Aufträge. In den letzten Jahren seines Lebens litt er unter massiven Schmerzen an einem im Kampf gebrochenen und nie richtig verheilten Arm. Dazu hatten ihn Fehlinvestitionen einen großen Teil seines Vermögens gekostet, weshalb er seinen Lebensstandard einschränken und wieder zur Miete wohnen musste. Im August 1854 erkrankte er an der Cholera und überlebte trotz anders lautender Prognosen seines Arztes. Erst im April 1857 verschlechterte sich sein Zustand so sehr, dass er nicht mehr aufstehen konnte. Am 11. Mai 1857 starb Vidocq im Alter von 82 Jahren im Beisein seines Arztes, seines Anwalts und eines Pfarrers.

« Je l’aimais, je l’estimais… Je ne l’oublierai jamais, et je dirai hautement que c’était un honnête homme! »

„Ich mochte ihn, ich schätzte ihn… Ich werde ihn nie vergessen, und ich kann nur sagen, er war ein ehrlicher Mann!“

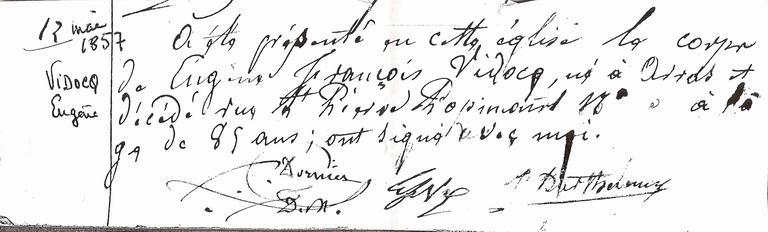
Eintrag in das Sterberegister von Saint-Denys

Seine Leiche wurde in die Kirche Saint-Denys gebracht, wo auch der Trauergottesdienst stattfand.
Teilweise wird behauptet, es sei nicht bekannt, wo Vidocq begraben ist, weshalb sich darum einige Gerüchte ranken. So wird beispielsweise in der Biografie von John Philip Stead behauptet, sein Grab liege auf dem Friedhof von Saint Mandé. Dort befindet sich ein Grabstein mit der Aufschrift „Vidocq 18“. Laut Auskunft der Stadt ist dieses Grab jedoch auf Vidocqs letzte Ehefrau Fleuride-Albertine Maniez registriert.
Tatsächlich wurde Eugène François Vidocq am 12. Mai 1857 auf dem Friedhof Père-Lachaise begraben (20. Division, Ligne 4, Fosse 11), was anhand des erhaltenen, nach Tagen der Beisetzung geordneten Friedhofregisters dokumentiert ist.
Sein Vermögen bestand zum Schluss aus 2907,50 Franc aus dem Verkauf seiner Güter und 867,50 Franc Pension. Insgesamt elf Frauen meldeten sich als Besitzer eines letzten Willens, den sie für ihre Gunst anstelle von Geschenken erhalten hatten. Sein verbliebenes Vermögen erhielt Anne-Heloïse Lefèvre, bei der er zum Schluss gewohnt hatte. Vidocq hatte keine Kinder, zumindest keine, die bekannt wären. Versuche von Emile-Adolphe Vidocq, dem Sohn seiner ersten Ehefrau, der zu diesem Zweck seinen Nachnamen geändert hatte, sich als Vidocqs Sohn anerkennen zu lassen, scheiterten. Vidocq hatte Beweise hinterlassen, die seine Vaterschaft ausschlossen. Zum Zeitpunkt der Empfängnis war er im Gefängnis.

## Vidocqs Person
Auch wenn eine Vielzahl literarischer und vermeintlich realer Schriften das Leben und die Person Vidocqs darstellen oder sich zumindest an ihm anlehnen, bleiben doch seine Memoiren aus dem Jahr 1827 die beste Quelle, um seine Persönlichkeit zu erfassen. Seine Biografen sind sich einig: Vidocq war ein eindimensionaler Mensch mit einem engen Blickwinkel auf das Leben und seine Zeit.
Er lebte in turbulenten Zeiten, die französische Revolution prägte das Umfeld seiner Jugend, Napoleon Bonaparte und die napoleonischen Kriege waren der Grund seines Eintritts in die Armee. Die Restauration bot ihm die Möglichkeit, nicht nur in die Pariser Polizei einzutreten, sondern sie zu formen, und die Unruhen des Jahres 1832 und schließlich der Februarrevolution würfelten die Gesellschaft durcheinander. Vidocq sah das alles nicht. Ihn interessierte nur sein eigenes Leben.

„Für Vidocq haben Eruptionen, unter denen Europa Landesgrenzen änderte, nur Existenz, soweit sie ihm zu Fressen und Frauen verhelfen.“

Die Kriege waren nur Gelegenheit zum Untertauchen, der Staat existierte in der Frage nach dem Namen, dem Pass und den Vorstrafen. Irgendein eigenes Verständnis von Staat oder Gesellschaft entwickelte Vidocq nie. Seine lockere Art, die Seiten zu wechseln, war die logische Folge; er kannte keine Loyalität, er fühlte sich nichts verbunden – nicht seinen Frauen, seinen Kameraden, den Mitgliedern seiner Truppe oder einer Idee.

## Kriminalistisches Vermächtnis
Vidocq gilt unter Historikern heute als Vater der modernen Kriminalistik. Seine Vorgehensweise war für die damalige Zeit neuartig und einmalig. Ihm werden die Einführung der Undercover-Arbeit, Ballistik-Tests und des Dateikartensystems bei der Polizei zugeschrieben. Dabei wurde sein Wirken aufgrund seiner kriminellen Vergangenheit in Frankreich lange nicht anerkannt. Im September 1905 stellte die Sûreté Nationale eine Gemäldereihe mit den ehemaligen Oberhäuptern der Behörde aus. Das erste Gemälde der Reihe zeigte allerdings Pierre Allard, den Vidocq als seinen Nachfolger vorgeschlagen hatte. Die Zeitung L’Exclusive berichtete am 17. September 1905, dass sie auf Anfrage bezüglich der Auslassung die Auskunft erhalten hätte, dass Vidocq nie Chef der Sûreté gewesen sei.

### Umgestaltung des Polizeiapparates
Als Vidocq um 1810 auf die Seite der Polizei wechselte, gab es in Frankreich zwei Polizeiorganisationen: Zum einen die police politique (dt. politische Polizei), deren Agenten sich mit der Aufdeckung von Verschwörungen und Intrigen beschäftigten, zum anderen die normale Polizei, die alltägliche Verbrechen wie Diebstahl, Betrug, Prostitution und Mord untersuchte. Bereits im Mittelalter trugen deren Gendarmen Identifizierungsinsignien, aus denen sich im Laufe der Zeit vollständige Uniformen entwickelt hatten. Im Gegensatz zu der auch verdeckt agierenden politischen Polizei waren sie leicht zu erkennen. Die uniformierten Gendarmen konnten sich in manche Pariser Stadtteile aus Furcht vor Übergriffen nicht wagen, ihre Möglichkeiten bei der Kriminalprävention waren dementsprechend eingeschränkt.
Vidocq überredete seine Vorgesetzten, die Agenten seiner Sicherheitsbrigade, zu denen auch Frauen gehörten, in Zivil oder der Situation entsprechend verkleidet einzusetzen. Sie fielen somit nicht auf und kannten als ehemalige Kriminelle die Schlupfwinkel und Methoden der Kriminellen. Über ihre Kontakte erfuhren sie teils von geplanten Verbrechen und fassten die Verbrecher dadurch oft auf frischer Tat. Auch Vidocqs Verhöre liefen anders ab als üblich: In seinen Memoiren erzählt er mehrmals, wie er mit gerade Verhafteten nicht direkt zum Gefängnis gefahren ist, sondern sie zuvor zum Essen einlud, bei dem er sich mit ihnen unterhielt. Neben Informationen zu anderen Verbrechen, die er dabei oft beiläufig erhielt, führte diese gewaltlose Methode auch oft zu Geständnissen und dem Anwerben künftiger Informanten und sogar Agenten.
August Vollmer, erster Polizeichef von Berkeley und eine der führenden Persönlichkeiten in der Entwicklung der Kriminalpolizei in den Vereinigten Staaten, beschäftigte sich im Rahmen der Polizeireform vor allem mit den Werken von Vidocq und dem österreichischen Kriminologen Hans Gross. Seine Reformen wurden von der International Association of Chiefs of Police (IACP) übernommen, deren Präsident er war, und wirkten sich infolgedessen aus auf J. Edgar Hoover und das von ihm geleitete FBI, das 1908 von Bonapartes Großneffen Charles Joseph Bonaparte gegründet worden war. Robert Peel, der 1829 in seiner Funktion als britischer Innenminister Scotland Yard gründete, entsandte 1832 eine Kommission nach Paris, die sich mehrere Tage mit Vidocq besprach. 1843 reisten erneut zwei Kommissare von Scotland Yard zur Weiterbildung nach Paris. Sie verbrachten allerdings nur zwei Tage mit dem Sûreté-Chef Allard und sprachen anschließend bei Vidocq vor. Eine Woche lang begleiteten sie ihn und seine Agenten bei deren Arbeit.

### Identifikation von Verbrechern

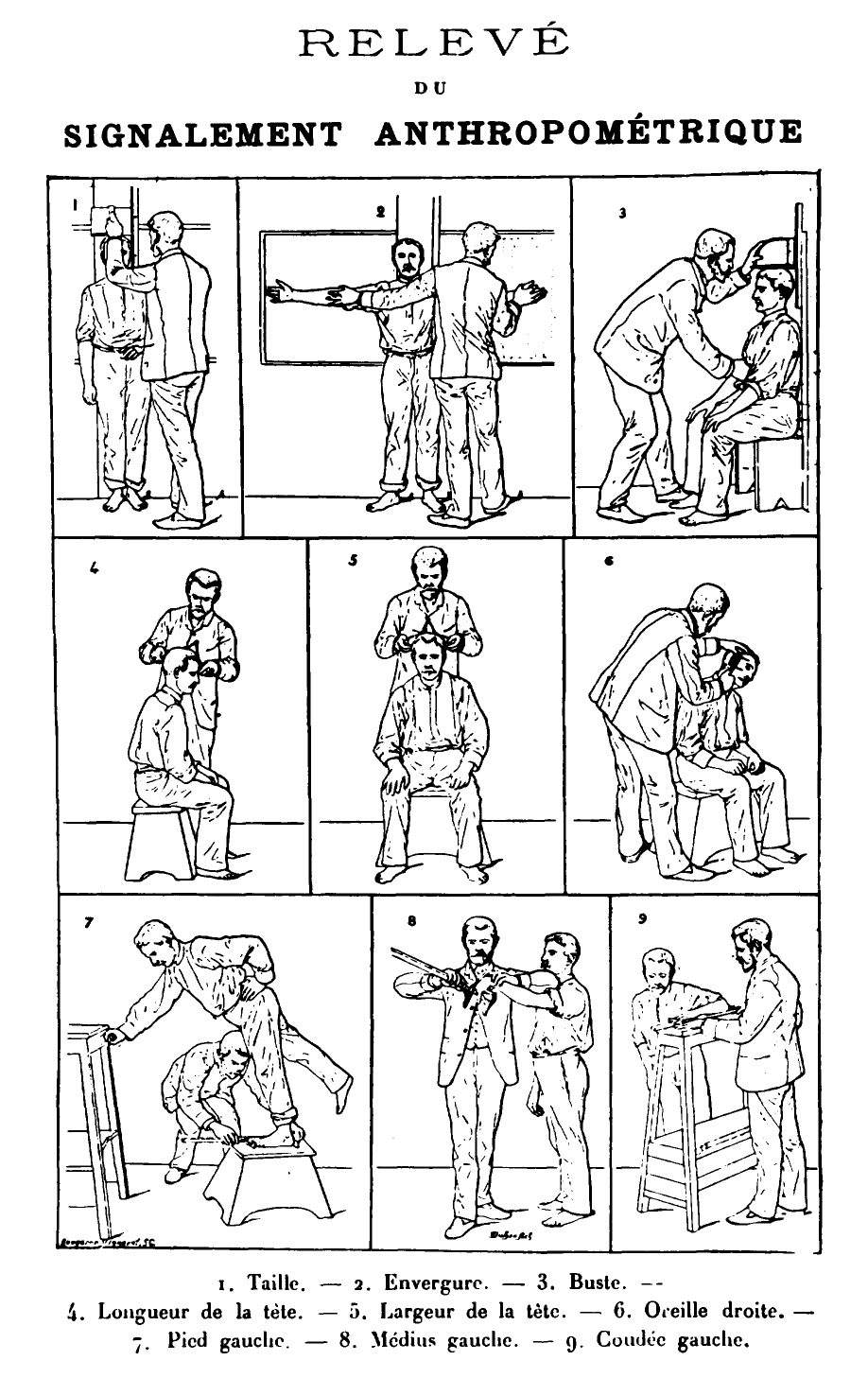
Bertillonage

Jürgen Thorwald bescheinigt Vidocq in seinem Werk Das Jahrhundert der Detektive ein fotografisches Gedächtnis, das es ihm ermöglichte, bereits auffällig gewordene Kriminelle selbst in Verkleidung jederzeit zu erkennen. Der Biograf Samuel Edwards berichtet in The Vidocq Dossier von einer Verhandlung gegen den Betrüger und Fälscher Lambert, in der er sich selbst auch auf sein Gedächtnis bezog. Vidocq besuchte regelmäßig die Gefängnisse, um sich die Inhaftierten einzuprägen. Auch seine Agenten waren zu diesen Besuchen verpflichtet. Die englische Polizei übernahm diese Methode. Noch bis in die späten 1980er Jahre besuchten englische Detektive Gerichtsverhandlungen, um die Zuschauer auf den öffentlichen Galerien zu beobachten und auf eventuelle Komplizen aufmerksam zu werden.
Wie Vidocq bei der Lambertschen Gerichtsverhandlung sagte, war zwar sein Gedächtnis phänomenal, er konnte dies jedoch nicht bei seinen Agenten voraussetzen. Deshalb legte er zu jedem Verhafteten sorgfältig eine Karteikarte an, die eine Personalbeschreibung, Pseudonyme, frühere Verurteilungen, die typische Vorgehensweise und sonstige Informationen enthielt. Die Karteikarte vom Fälscher Lambert enthielt unter anderem eine Schriftprobe. Das Karteikartensystem wurde nicht nur von der französischen Polizei beibehalten, sondern auch von Polizeieinheiten anderer Länder übernommen. Allerdings offenbarte es in den nächsten Jahren auch seine Schwächen. Als Alphonse Bertillon 1879 als Hilfsschreiber zur Sûreté kam, waren die auf den Kärtchen festgehaltenen Beschreibungen der Kriminellen schon längst nicht mehr detailliert genug, um Verdächtige auch tatsächlich nur mit deren Hilfe identifizieren zu können. Das veranlasste Bertillon zur Entwicklung eines anthropometrischen Systems der Personenidentifizierung, der Bertillonage. Die Sortierung der Karteikästen, die zu diesem Zeitpunkt bereits mehrere Räume füllten, wurde auf Körpermaße umgestellt, der erste von vielen Versuchen, Struktur und Aufbau der Sortierung zu verbessern. Mit Beginn des Informationszeitalters wurden die Karteikarten digitalisiert und die Karteikartensysteme von Datenbanksystemen abgelöst. Dazu gehören unter anderem vom FBI verwaltete Datenbanken wie das biometrische IAFIS, ein AFIS, das alle in den Vereinigten Staaten gesammelten Fingerabdrücke enthält, das MUPS (Missing/Unidentified Persons System), das Daten zu vermissten Personen und unidentifizierten Leichen enthält, und das NIBRS (National Incident Based Reporting System), das kriminelle Vorfälle dokumentiert.

### Experimente – Der Glaube an die Wissenschaft

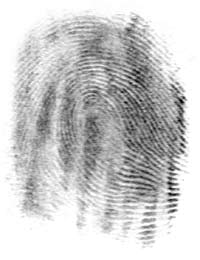
Fingerabdruck

Eine forensische Wissenschaft gab es zu Vidocqs Zeiten noch nicht. Trotz zahlreicher wissenschaftlicher Abhandlungen war der praktische Nutzen durch die Polizei noch nicht erkannt worden, was auch Vidocq nicht ändern sollte. Dennoch war er Experimenten gegenüber nicht so abgeneigt wie seine Vorgesetzten, hatte im jeweiligen Bürogebäude auch meist ein kleines Laboratorium eingerichtet. In den Archiven der Pariser Polizei befinden sich einige Berichte von Fällen, zu deren Aufklärung er bereits Jahrzehnte vor ihrer tatsächlichen Anerkennung forensische Methoden anwandte.
Chemische Verbindungen
Im Frankreich zu Vidocqs Zeit gab es bereits Schecks und Wechsel. Fälscher kauften Schecks auf und änderten diese zu ihren Gunsten. Um dem Problem zu begegnen, beauftragte Vidocq 1817 zwei Chemiker mit der Entwicklung eines fälschungssicheren Papiers. Dieses Papier, für das Vidocq ein Patent anmeldete, war mit Chemikalien behandelt, die bei nachträglichen Änderungen die Tinte verschmieren ließen, wodurch Scheckfälschungen zu erkennen waren. Laut dem Biografen Edwards nutzte Vidocq seine Kontakte ausgiebig und bewarb das Papier gegenüber den Betrogenen, hauptsächlich Bankiers, die ihn mit der Ausforschung der Betrüger beauftragten. Dadurch fand das Papier weite Verbreitung. Vidocq nutzte es zusätzlich für seine Karteikarten, um dadurch deren Zuverlässigkeit vor Gericht hervorheben zu können. Zudem ließ er eine Tinte herstellen, die sich nicht mehr unsichtbar machen ließ. Diese wurde unter anderem ab Mitte der 1860er Jahre von der Französischen Regierung für den Druck von Banknoten genutzt.
Tatortuntersuchungen
Louis Mathurin Moreau-Christophe, zeitgenössischer Generalinspektor der französischen Gefängnisse, beschreibt in seinem Buch Le monde des coquins, wie Vidocq Spuren am Tatort nutzte, um anhand seiner Kenntnisse über die Verbrecher und deren Vorgehensweise den Täter zu ermitteln. Als konkretes Beispiel nennt Moreau-Christophe einen Einbruchsdiebstahl in der Bibliothèque Royale 1831, bei dessen Untersuchung er selbst auch anwesend war. Vidocq inspizierte dabei ein Paneel der Tür, die der Täter aufgebrochen hatte, genauer und erklärte, dass aufgrund der angewendeten Methode und der Perfektion, mit der diese ausgeführt worden wäre, eigentlich nur ein Täter infrage kommen könne, der Dieb Fossard, der allerdings momentan im Gefängnis säße. Er erhielt daraufhin von dem ebenfalls anwesenden Polizeichef Lecrosnier die Auskunft, dass Fossard vor acht Tagen ausgebrochen sei. Zwei Tage später konnte Vidocq den Dieb verhaften, der den Einbruch auch tatsächlich begangen hatte.

Spurensicherung
Die Karteikarte für den Dieb Hotot dokumentiert einen der ersten Fälle der Überführung eines Kriminellen durch seine am Tatort hinterlassenen Schuhabdrücke. Der ihm bekannte Dieb war Vidocq wegen dessen nasser und mit Schlamm beschmutzter Kleidung aufgefallen. Als er zum Tatort eines Diebstahls gerufen wurde, fielen ihm im Garten des Hauses Schuhabdrücke auf. Er holte die Schuhe des Diebes und ließ sie mit den Spuren vergleichen. Mit der Übereinstimmung der Abdrücke konfrontiert, gestand der Dieb. Um 1910 formulierte der forensische Pionier Edmond Locard, Direktor des französischen Polizeilabors in Lyon, das bereits von Vidocq genutzte Prinzip als Locard’sche Regel: Kein Kontakt ohne Materialübertragung. Dessen Anwendung, das neben Finger- und Schuhabdrücken auch Reifen- und Schmauchspuren, Fasern, DNA-Rückstände und vieles mehr umfasst, ist heute gängiges Mittel zur Täterüberführung und wird durch Experten durchgeführt.

Daktyloskopie
Fingerabdrücke wurden bereits von den antiken Babyloniern und den amerikanischen Ureinwohnern von Nova Scotia als Unterschriften genutzt. 1684 schrieb der britische Botaniker Nehemiah Grew erstmals eine Arbeit über die Muster an den Fingerkuppen, die er dem Royal College of Physicians of London präsentierte. 1823 veröffentlichte Jan Evangelista Purkyně eine Arbeit, in der er über die Individualität von Fingerabdrücken schrieb und eine erste Klassifikation vornahm. Es ist nicht bekannt, ob Vidocq diese Arbeit gelesen hat, aber sowohl Balzac als auch Hugo haben beide laut dem Biografen Edwards Notizen hinterlassen, aus denen hervorgeht, dass er sich ab etwa dieser Zeit mit Fingerabdrücken beschäftigte und sich zu diesem Zweck auch ein Huygens-Mikroskop zulegte. Anscheinend diskutierte er mit seinen Freunden über seine Experimente und war fest davon überzeugt, sie zur Identifizierung von Verbrechern nutzen zu können. Dumas schrieb, dass sich Vidocq auf die Suche nach einem Physiker gemacht habe, den er von seinen Ideen überzeugen konnte. Währenddessen ‚überredete‘ er Gefangene aus Bicêtre zur Abnahme ihre Fingerabdrücke. Dabei stellte er fest, dass normale Tinte bei diesem Vorgang verschmierte. Auch seine eigene Tinte brachte keinen Erfolg, da diese zu schnell trocknete, dadurch nur schwache Abdrücke hinterließ und zudem wochenlang an den Fingern seiner Versuchskaninchen haften blieb. Feuchte Lehmplatten erzeugten zwar deutlich bessere Abdrücke, brauchten dafür jedoch zu viel Platz in den Archivräumen. Bis zu seinem ersten Austritt aus der Sûreté hatte Vidocq keine zufrieden stellende Lösung für die Sicherstellung von Fingerabdrücken gefunden und verfolgte dieses Projekt später nicht mehr weiter, da er auch keinen Physiker überzeugen konnte, ihn zu unterstützen. Er erfuhr nicht mehr, dass Ivan Vučetić mit einfacher Tusche ein verwendbares Mittel gefunden hatte. Allerdings glaubte er bis zu seinem Lebensende an die Nutzbarkeit von Fingerabdrücken und diskutierte das Thema oft, unter anderem 1845 in einem Interview mit zwei Reportern der London Times und der New York Post. Ein Jahr nach seinem Tod führte William Herschel in Indien die Verwendung von Fingerabdrücken zur Vermeidung von Pensionsbetrug ein. 1888 veröffentlichte Francis Galton seine erste Arbeit über die Einzigartigkeit von Fingerabdrücken und ebnete damit der Daktyloskopie ihren Weg in Europa. 1892 wurde in Argentinien erstmals ein Mord mit Hilfe dieser Wissenschaft aufgeklärt, die heute ein Standardverfahren ist.

Ballistik
Alexandre Dumas hinterließ Aufzeichnungen, die einen Mordfall von 1822 beschreiben. Die Comtesse Isabelle d’Arcy, die sehr viel jünger als ihr Ehemann war und diesen betrogen hatte, war erschossen aufgefunden worden, worauf die Polizei den Comte d’Arcy verhaftete. Vidocq hatte mit dem Mann gesprochen und war der Meinung, dass der ‚alte Gentleman‘ nicht die Persönlichkeit eines Mörders hätte. Er untersuchte dessen Duellpistolen und stellte fest, dass diese entweder nicht abgefeuert oder seither gereinigt wurden. Daraufhin überredete er einen Arzt, heimlich die Kugel aus dem Kopf der Adeligen zu entfernen. Ein einfacher Vergleich zeigte, dass die Kugel viel zu groß war, um aus den Pistolen des Comte zu stammen. Daraufhin durchsuchte Vidocq die Wohnung des Liebhabers der Ermordeten und fand darin neben zahlreichen Schmuckstücken auch eine große Pistole, zu der die Kugeln von der Größe her passten. Der Comte identifizierte die Schmuckstücke als die seiner Frau. Vidocq fand daraufhin außerdem einen Hehler, bei dem der Verdächtige bereits einen Ring versetzt hatte. Mit den Beweisen konfrontiert, gestand der Liebhaber den Mord. Der erste richtige Abgleich zwischen einer Waffe und einer Kugel fand 1835 durch Henry Goddard, einen „Bow Street Runner“, statt. Am 21. Dezember 1860 berichtete die London Times über ein Gerichtsurteil, bei dem der Mörder Thomas Richardson in Lincoln erstmals nur mit Hilfe der Ballistik zum Tod verurteilt wurde.
1990 wurde in Philadelphia die Vidocq Society gegründet. Deren Mitglieder sind forensische Experten, FBI-Profiler, Ermittler der Mordkommission, Wissenschaftler, Psychologen und Leichenbeschauer, die bei ihren monatlichen Treffen unentgeltlich unaufgeklärte alte Fälle aus aller Welt durchleuchten und gemäß ihrem Motto Veritas veritatum (dt. Wahrheit der Wahrheiten) versuchen, den jeweiligen Ermittlern neue Anhaltspunkte zu verschaffen.

## Kulturelle Rezeption

### Literarisches

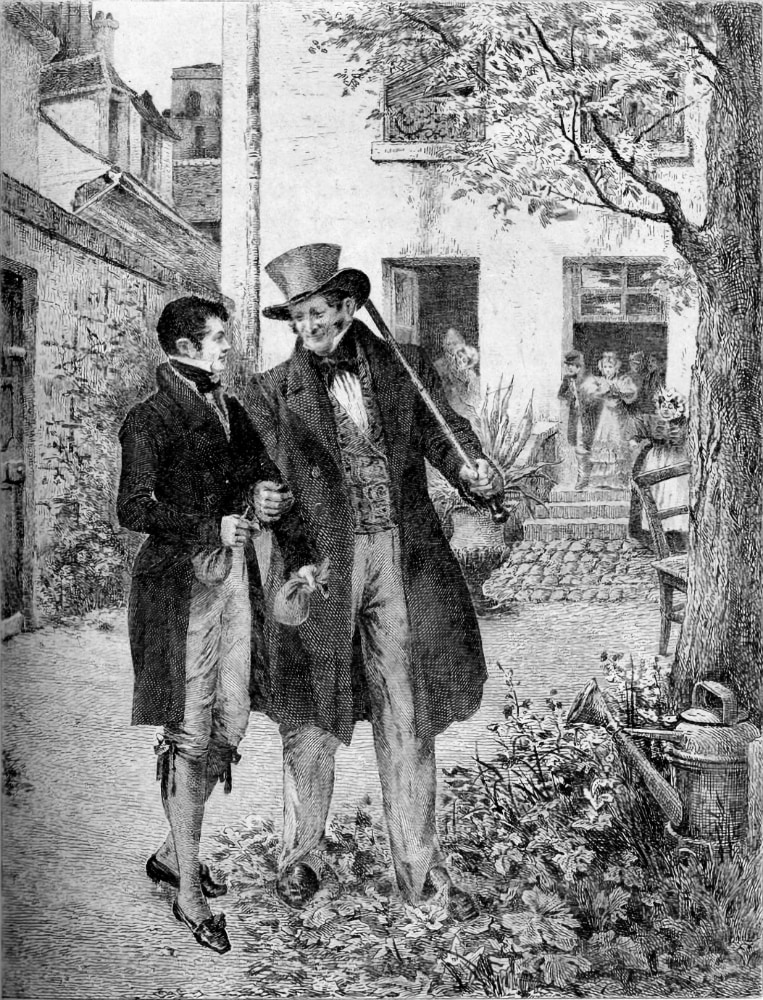
Rastignac und Vautrin auf dem Titelblatt von Le Père Goriot

Um 1827 verfasste Vidocq eine Autobiografie über sein bisheriges Leben, die er im Sommer 1828 bei dem Buchhändler Emile Morice veröffentlichen wollte. Die befreundeten Autoren Honoré de Balzac, Victor Hugo und Alexandre Dumas fanden das dünne Büchlein jedoch zu kurz, worauf Vidocq sich einen neuen Verleger suchte. Dieser, Louis François L’Héritier, brachte noch im Dezember desselben Jahres die Memoiren heraus, die mit Hilfe einiger Ghostwriter auf vier Bände angewachsen waren. Das Werk wurde zu einem Bestseller und verkaufte sich bereits im ersten Jahr laut Biograf Samuel Edwards über 50.000 Mal. Der Erfolg regte Nachahmer an. 1829 veröffentlichten zwei Journalisten unter dem Pseudonym des Kriminellen Malgaret das Buch Mémoires d’un forçat ou Vidocq dévoilé, das Vidocqs angebliche kriminelle Aktivitäten aufdecken sollte. Auch andere Polizeibeamte folgten Vidocqs Beispiel und schrieben in den nächsten Jahren eigene Biografien, so auch der Polizeipräfekt Henri Gisquet.
Vidocq inspirierte mit seiner Lebensgeschichte auch viele zeitgenössische Schriftsteller, von denen er viele zu seinem engen Bekanntenkreis zählte. So bildet er in Balzacs Schriften regelmäßig das Vorbild literarischer Figuren. Im dritten Teil von Illusions perdues (1837–1843, dt. Verlorene Illusionen) – Souffrance de L’Inventeur (dt. Die Leiden des Erfinders) – werden seine Erfahrungen als gescheiterter Unternehmer aufgegriffen. In Gobseck (1829) stellt Balzac erstmals den Polizisten Corentin vor. Am deutlichsten wird aber die Verbindung Vidocqs mit der Figur des Vautrin. Dieser tritt erstmals in Balzacs Roman Vater Goriot (1834, frz. Le Père Goriot) auf, dann in Illusions perdues, Splendeurs et misères des courtisanes (als Hauptfigur), La Cousine Bette, Le Contrat de mariage und ist schließlich die Hauptfigur des Theaterstücks Vautrin von 1840. Vidocqs Methoden und Verkleidungen inspirieren Balzac auch zu vielen weiteren Bezügen in seinem Werk.
In Victor Hugos Les Misérables (1862, dt. Die Elenden) sind die Charaktere sowohl Jean Valjeans als auch Inspektor Javerts Vidocq nachempfunden; ebenso der Polizist Jackal aus Les Mohicans de Paris (1854–1855, dt. Die Mohikaner von Paris) von Alexandre Dumas. Er war die Grundlage für Monsieur Lecoq, einen Inspektor, der in zahlreichen Abenteuern von Émile Gaboriau die Hauptrolle spielte, und für Rodolphe de Gerolstein, der in den Zeitungsromanen von Eugène Sue allwöchentlich für Gerechtigkeit sorgte. Und er kann auch in dem das Genre der Kriminalliteratur begründenden Werk Der Doppelmord in der Rue Morgue von Edgar Allan Poe und den Geschichten Moby Dick von Herman Melville und Great Expectations von Charles Dickens wiedergefunden werden.

### Theater

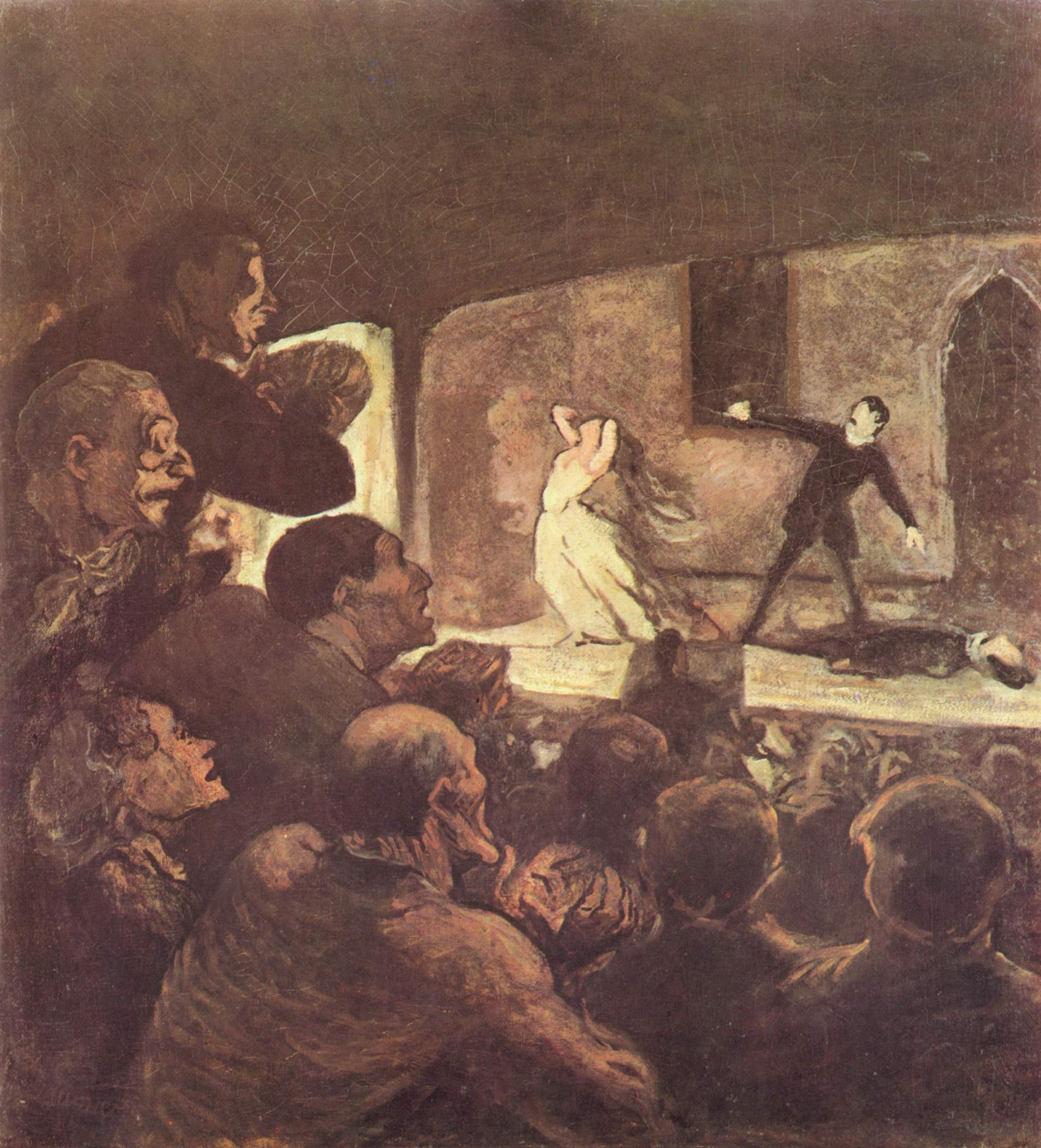
Melodram am Pariser Boulevard du Crime, Honoré Daumier

Vidocq war ein großer Freund des Theaters. In der Pariser Bevölkerung war zu seinen Lebenszeiten der so genannte Boulevard du Crime (dt. Boulevard des Verbrechens) recht beliebt. An dieser Straße lagen mehrere Theaterhäuser, in denen allabendlich Kriminalgeschichten in Form von Melodramen dargestellt wurden. Eines dieser Theater war das Théâtre de l’Ambigu-Comique, das von Vidocq in großem Ausmaß gefördert und unterstützt wurde. Laut Biograf James Morton reichte er auch selbst ein Stück ein, das allerdings nie produziert wurde. Auch hatte er Pläne, sich selbst als Darsteller zu versuchen, die er aber nie verwirklichte.
Zahlreiche seiner Geliebten waren Schauspielerinnen, aber auch viele seiner Freunde und Bekannten stammten aus der Theater-Szene. Zu ihnen gehörte der bekannte Schauspieler Frédérick Lemaître, der unter anderem die Hauptrolle in der Inszenierung von Balzacs Vautrin übernahm, als das Stück am 14. März 1840 nach zahlreichen Problemen mit der Zensur im Théâtre de la Porte Saint-Martin uraufgeführt wurde. Er bemühte sich dabei, sein Aussehen möglichst dem von Vidocq anzupassen, auf dem die Figur ja basierte. Bereits bei der Premiere kam es zu Tumulten, da die gewählte Perücke zu große Ähnlichkeit mit der des Königs Louis-Philippe hatte, weshalb das Stück nach einem entsprechenden Verbot durch den französischen Innenminister kein zweites Mal aufgeführt wurde.
Aber nicht nur die durch Vidocq inspirierten Werke schafften es auf die Bühne, auch seine eigene Lebensgeschichte mit den Memoiren als literarischer Vorlage wurde mehrmals aufgeführt. Besonders in England war die Begeisterung für Vidocq groß. Seine Memoiren wurden rasch ins Englische übersetzt und schon wenige Monate später fand am 6. Juli 1829 im Surrey Theater im Londoner Stadtteil Lambeth die Uraufführung von Vidocq! The French Police Spy statt. Das Melodram in 2 Akten, das von Robert William Elliston produziert wurde, stammte aus der Feder von Douglas William Jerrold. Vidocqs Rolle wurde von T. P. Cooke übernommen, der auch in Jerrolds Erfolgsstück Black-eyed Susan aus demselben Jahr die Hauptrolle spielte. Obwohl die Kritiken u. a. in The Times durchaus positiv waren, wurde das Stück im ersten Monat nur neun Mal aufgeführt und danach abgesetzt.
Einige Jahre nach Vidocqs Tod wurde im Dezember 1860 im Britannia Theater in Hoxton unter dem Titel Vidocq or The French Jonathan Wild ein weiteres Theaterstück basierend auf Vidocqs Memoiren aufgeführt, das von F. Marchant geschrieben wurde, aber nur eine Woche auf dem Spielplan stand.
1909 schrieb Émile Bergerat das Melodram Vidocq, empereur des policiers in 5 Akten und 7 Szenen. Die Produzenten Hertz und Coquelin lehnten es aber ab, worauf Bergerat sie erfolgreich auf 8.000 Franc Schadenersatz verklagte. Das Stück wurde dann 1910 im Théâtre Sarah Bernhardt uraufgeführt. Jean Kemm, der Jahre später auch an einem Film über Vidocq beteiligt sein sollte, übernahm die Hauptrolle.

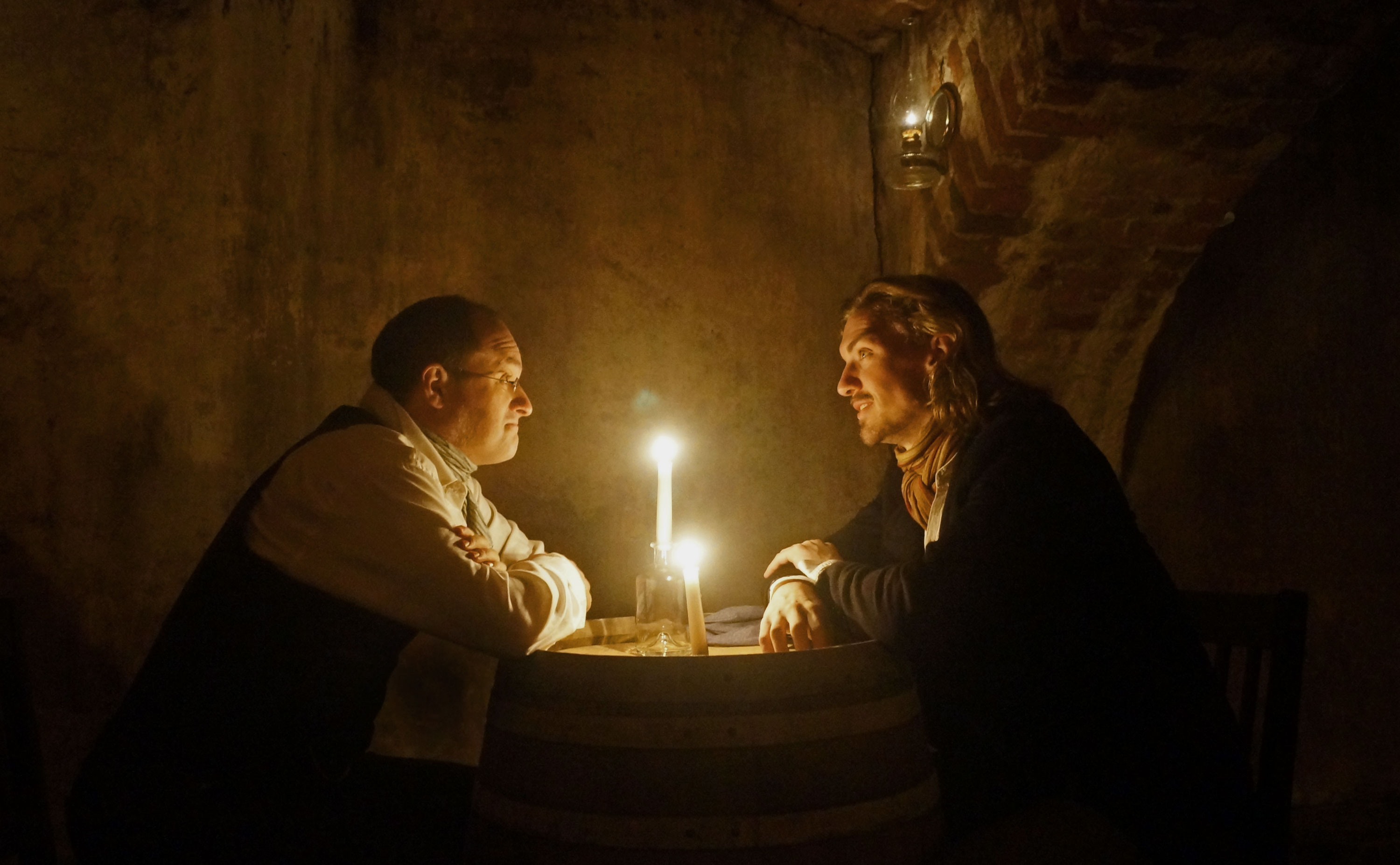
Bühnenstück über Vidocq mit Zeha Schröder und Johan Schüling (2017)

Die Renaissance des Vidocq-Stoffs zeigte sich auch im Theater. 2017 brachte das Ensemble Freuynde + Gaesdte mit der Tragikomödie Kaschemme, Punkt acht von Zeha Schröder eine moderne Theatralisierung von Vidoqcs Leben in Münster zur Uraufführung. Das Stück zeigt den Ganoven am Wendepunkt seiner Biografie, als er dem Polizeichef Henry 1809 seine Dienste anbietet, um der Kriminalität zu entkommen. Die Gesprächssituation in einer zwielichtigen Kaschemme ist zwar fiktiv, doch der Stücktext basiert zu weiten Teilen auf den Memoiren Vidocqs von 1828.

### Verfilmungen
- Bereits 1909 entstand der erste Film über Vidocq. Am 13. August 1909[17] erschien der auf Vidocqs Memoiren basierende Kurz-Stummfilm La Jeunesse de Vidocq ou Comment on devient policier in Frankreich. Vidocq wurde von Harry Baur dargestellt, der die Rolle auch in den beiden Fortsetzungen L’Évasion de Vidocq (1910[18]) und Vidocq (1911[19]) verkörperte.
- Unter der Regie von Jean Kemm entstand 1922 der nächste Stummfilm Vidocq, dessen Drehbuch von Arthur Bernède[20] nach den Memoiren konzipiert worden war. Die Hauptrolle spielte René Navarre.
- Der erste Tonfilm wurde 1938 veröffentlicht. Jacques Daroy drehte den wieder nach der Hauptfigur benannten Film mit André Brulé als Vidocq. Der Film, der sich größtenteils mit der Verbrecherlaufbahn Vidocqs beschäftigt, war im Vergleich zu zeitgenössischen Kriminalfilmen eher glanzlos, wurde aber dennoch auch außerhalb Frankreichs gespielt.[21]
- Am 19. Juli 1946 erschien der erste von Amerikanern gedrehte Film über Vidocq – Ein eleganter Gauner.[22] George Sanders stellte Vidocq in Douglas Sirks Verfilmung dar, die den Aufstieg eines Gauners in der Gesellschaft verbunden mit einer Liebesgeschichte zeigt. Bereits im April 1948 folgte wieder eine französische Version der Lebensgeschichte Vidocqs. Le Cavalier de Croix-Mort wurde 1947 von Lucien Ganier-Raymond mit Henri Nassiet in der Hauptrolle gedreht.[23]
- Ab dem 7. Januar 1967 sendete der französische Fernsehsender ORTF die erste von zwei Fernsehserien. Vidocq[24] mit Bernard Noël in der Titelrolle, 13 Folgen zu je 26 Minuten, wie alle bisherigen Verfilmungen in Schwarzweiß. Die zweite Serie Les Nouvelles Aventures de Vidocq[25] hatte am 5. Januar 1971 Premiere. In 13 Folgen in Farbe zu je 55 Minuten wird Vidocq von Claude Brasseur verkörpert.
- 2001 erschien Vidocq schließlich unter der Regie von Pitof als eine Mischung aus Fantasy und Horror. Die Figur Vidocq wird darin durch Gérard Depardieu mit all seinen Eigenheiten und Talenten relativ authentisch dargestellt, die dargestellten Ereignisse rund um den „Alchemisten“ sind jedoch nie wirklich geschehen.
- 2018 erschien mit Vidocq - Herrscher der Unterwelt eine weitere Verfilmung von Jean-François Richet mit Vincent Cassel in der Titelrolle.[26]

## Weiterführende Informationen

### Werke von Vidocq
- Mémoires de Vidocq, chef de la police de Sûreté, jusqu’en 1827. 1828 (Digitalisat). Deutsche Übersetzung von Ludwig Rubiner aus dem Jahr 1920: Landstreicherleben als Volltext auf Wikisource (Biografie).
- Les voleurs. Paris 1836, Roy-Terry (Digitalisat, eine Studie über Diebe und Betrüger).
- Dictionnaire d’Argot. 1836 (PDF; 982 kB; ein Argot-Wörterbuch).
- Considérations sommaires sur les prisons, les bagnes et la peine de mort. 1844 (PDF; 208 kB; Überlegungen über Mittel zur Verringerung der Kriminalität).
- Les chauffeurs du nord. 1845 (Erinnerungen an seine Zeit als Bandenmitglied).
- Les vrais mystères de Paris. 1844 (Roman geschrieben von Horace Raisson und Maurice Alhoy, aber aus Werbegründen unter Vidocqs Namen veröffentlicht).

### Biografien (Auswahl)
- Samuel Edwards: The Vidocq Dossier. The story of the world’s first detective. Houghton Mifflin, Boston, Mass. 1977, ISBN 0-395-25176-1 (Dieses Werk enthält allerdings viele teils sehr offensichtliche Fehler).
- Louis Guyon: Biographie des Commissaires et des Officiers de Paix de la ville de Paris. Édition Goullet, Paris 1826.
- Edward A. Hodgetts: Vidocq. A Master of Crime. Selwyn & Blount, London 1928.
- Barthélemy Maurice: Vidocq. Vie et aventures. Laisné, Paris 1861.
- John Philip Stead: Vidocq. Der König der Detektive (Vidocq. Picaroon of Crime). Union Deutsche Verlags-Gesellschaft, Stuttgart 1954.
- James Morton: The first detective. The life and revolutionary times of Vidocq; criminal, spy and private eye. Ebury Press, London 2005, ISBN 0-09-190337-8.
- Jean Savant: La vie aventureuse de Vidocq. Librairie Hachette, Paris 1973.

### Über Vidocqs Auswirkungen auf die Kriminalistik
- Clive Emsley, Haia Shpayer-Makov: Police Detectives in History, 1750–1950. Ashgate Publishing, Aldershot 2006, ISBN 0-7546-3948-7.
- Gerhard Feix: Das große Ohr von Paris. Fälle der Sûreté. Verlag Das Neue Berlin, Berlin 1979.
- Dominique Kalifa: Naissance de la police privée. Détectives et agences de recherches en France, 1832–1942 (Civilisations et Mentalitès). Plon, Paris 2000, ISBN 2-259-18291-7.
- Paul Metzner: Crescendo of the Virtuoso. Spectacle, skill and self-promotion in Paris during the age of revolution. University of California Press, Berkeley, Cal. 1998, ISBN 0-520-20684-3 (ark.cdlib.org).
- Jürgen Thorwald: Wege und Abenteuer in der Kriminalistik. Droemer Knaur, München 1981, ISBN 3-85886-092-1 (früherer Titel: Das Jahrhundert der Detektive).

### Über Vidocqs Einfluss auf die Literatur
- Paul G. Buchloh, Jens P. Becker: Der Detektivroman. Studien zur Geschichte und Form der englischen und amerikanischen Detektivliteratur. Wissenschaftliche Buchgesellschaft, Darmstadt 1978, ISBN 3-534-05379-6.
- Sandra Engelhardt: The investigators of crime in literature. Tectum Verlag, Marburg 2003, ISBN 3-8288-8560-8.
- Régis Messac: Le „Detective Novel“ et l’influence de la pensée scientifique. Neue Ausgabe: Les Belles Lettres, coll. Travaux, Paris 2011, ISBN 978-2-251-74246-5 (Nachdruck der Ausgabe Paris 1929).
- Alma E. Murch: The development of the detective novel. P. Owen, London 1968.
- Charles J. Rzepka: Detective Fiction. Polity Press, Cambridge 2005, ISBN 0-7456-2941-5.
- Ellen Schwarz: Der phantastische Kriminalroman. Untersuchungen zu Parallelen zwischen „roman policier“, „conte fantastique“ und „gothic novel“. Tectum Verlag, Marburg 2001, ISBN 3-8288-8245-5 (zugl. Dissertation, Universität Giessen 2001).
- Julian Symons: Bloody Murder. From the Detective Story to the Crime Novel; a history. Pan Books, London 1994, ISBN 0-330-33303-8.